# Maximilian I. Joseph

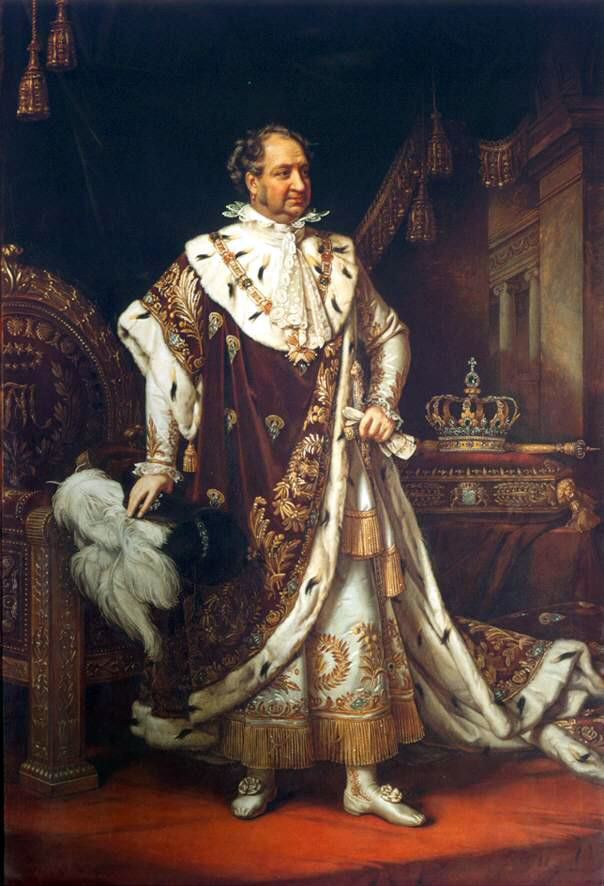
König Max I. Joseph im Krönungsornat, Gemälde von Joseph Karl Stieler, 1822.

Maximilian I. Joseph oder kurz Max Joseph (* 27. Mai 1756 in Mannheim; † 13. Oktober 1825 auf Schloss Nymphenburg) aus dem Haus Wittelsbach war von 1795 bis 1797 Herzog von Pfalz-Zweibrücken, von 1799 bis 1806 als Maximilian IV. (auch Max IV. Joseph) Kurfürst zu Pfalzbayern und ab 1806 als Maximilian I. (auch Max I. Joseph) König von Bayern.
Er begründete die Herrschaft der Wittelsbacher Linie Pfalz-Zweibrücken-Birkenfeld über Bayern. Durch ein Bündnis mit dem napoleonischen Frankreich stieg er am 1. Januar 1806 zum ersten König von Bayern auf. Durch die einschneidenden Reformen und territorialen Veränderungen seiner Zeit entstand unter seinem Minister Maximilian von Montgelas der moderne bayerische Staat. Mit der fortschrittlichen Konstitution des Königreichs Bayern von 1808 erließ Max Joseph eine der ersten Verfassungen in den deutschen Staaten. Von seinen Untertanen wurde er „der gute Vater Max“ genannt.

## Herkunft

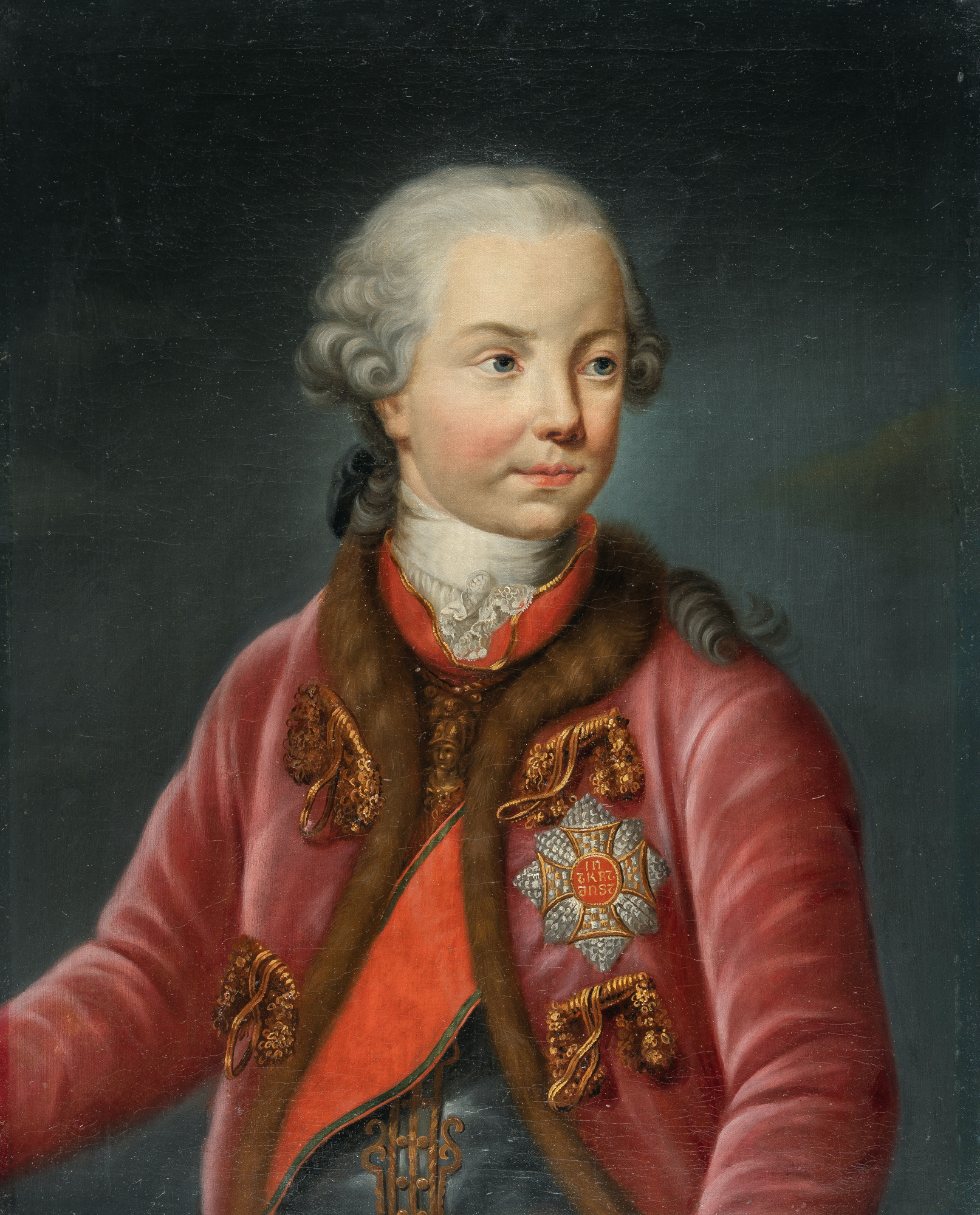
Prinz Max Joseph von Pfalz-Zweibrücken im Alter von 12 Jahren, Gemälde von H. Brandt (ca. 1768)

### Frühe Jahre
Max Joseph, mit vollem Namen Maximilian Maria Michael Johann Baptist Franz de Paula Joseph Kaspar Ignatius Nepomuk, stammte aus der Hauptlinie des Hauses Pfalz-Birkenfeld, die wiederum eine Seitenlinie von Pfalz-Zweibrücken aus dem pfälzischen Zweig der Familie der Wittelsbacher war, und wurde in Mannheim geboren. Seine Eltern waren Friedrich Michael (1724–1767), Herzog von Pfalz-Birkenfeld-Bischweiler, und Maria Franziska Dorothea von Pfalz-Sulzbach (1724–1794), eine Enkelin des Pfälzer Kurfürsten Karl III. Philipp.
Max Joseph kam nach dem Tod seines Vaters in die Obhut seines Onkels, des Herzogs Christian von Zweibrücken. Seine Mutter war „ob ihres losen Lebenswandels“ verstoßen worden. So wuchs er in Frankreich, vor allem in Straßburg auf, wo er später auch Oberst im Corps d’Alsace der französischen Armee war. Zu seinen Erziehern zählten der französische Theologe Pierre de Salabert und der französische Offizier Agathon Guynement de Keralio. Sein Vater Friedrich Michael war erst 1746 zum Katholizismus konvertiert. Während seiner Zeit in Straßburg beherbergte Maximilian Joseph für einige Zeit Klemens von Metternich, der an der dortigen Universität studierte. Auch Maximilians erster Sohn Ludwig wurde in Straßburg geboren. Ursprünglich war Maximilian Joseph nicht zum Thronfolger vorgesehen, das war sein älterer Bruder Karl II. August von Pfalz-Zweibrücken, aber dessen einziger Sohn Karl August Friedrich starb bereits 1785 im Kindesalter. Zunächst wurde Max Joseph 1778 die Grafschaft Rappoltstein von seinem Bruder übertragen. 1781 wurde er Ehrenmitglied der Bayerischen Akademie der Wissenschaften.
Während der Französischen Revolution floh Max Joseph zunächst mit seiner Familie von Straßburg nach Darmstadt, die Heimat seiner Gemahlin, und schließlich nach Mannheim. In Mannheim lebte die Familie unter sehr bescheidenen Verhältnissen. Kurfürst Karl Theodor von Bayern hatte der Familie das Exil in Bayern versagt. Max Joseph ebenso wie sein Bruder Karl August hatten es sich wegen ihres Widerstandes gegen die Pläne Karl Theodors, Bayern gegen die österreichischen Niederlande zu tauschen, endgültig mit Karl Theodor verdorben, der seine Vettern aus Zweibrücken angeblich ohnehin mit Missgunst und Neid ansah. Karl Theodor lehnte Max Joseph auch deshalb ab, weil dieser den Illuminaten angehört haben soll, wie auch der aus Bayern vertriebene Illuminat Maximilian von Montgelas.
Kurfürst Karl Theodor hatte keinen legitimen Erben, seine Ehefrau Kurfürstin Maria Leopoldine von Österreich-Este weigerte sich, mit ihm zu schlafen. Den Zweibrückener Herzog verhöhnte er: „Will der mir die Hände binden und schon Erbe sein, so soll er sich schändlich betrogen haben.“ Als im April 1795 Max Joseph nach dem plötzlichen Tod seines Bruders als Regent das Zweibrücker Ländchen übernommen hatte, konnte er München einen offiziellen Besuch abstatten. Und hier soll er, wie Krauss-Meyl darlegte, Maria Leopoldine „beschlafen“ haben. Unmittelbar nach dem Tod von Karl Theodor informierte Maria Leopoldine Max von den Geschehnissen über spezielle, geheime Kuriere. Max wartete vor den Grenzen Bayerns. Sofort nach der Todesnachricht begab sich dieser nach München. Später war Max Joseph Leopoldine gegenüber materiell durchaus auch großzügig. Max Joseph und Karl August stammten ebenso wie Karl Theodor von Wolfgang von Pfalz-Zweibrücken ab und waren somit seine nächsten Erben.

### Herzog von Pfalz-Zweibrücken
1795 erbte Max Joseph von seinem verstorbenen Bruder Karl II. August das Herzogtum Pfalz-Zweibrücken, welches aber durch den Ersten Koalitionskrieg von der französischen Revolutionsarmee besetzt war. Nachdem auch in Mannheim Unruhen ausgebrochen waren, wählte er das damals preußische und nach dem Frieden von Basel neutrale Brandenburg-Ansbach zu seiner Exilresidenz. Zusammen mit seinem Mitarbeiter Maximilian von Montgelas plante er bereits weitreichende Verwaltungsreformen (Ansbacher Memoire). 1797 schloss er den Ansbacher Hausvertrag mit Wilhelm von Pfalz-Gelnhausen, dem Haupt der einzigen noch bestehenden weiteren Nebenlinie der Wittelsbacher, in dem die Einheit und Unteilbarkeit der wittelsbachischen Länder festgelegt wurde.

## Kurfürst von Bayern

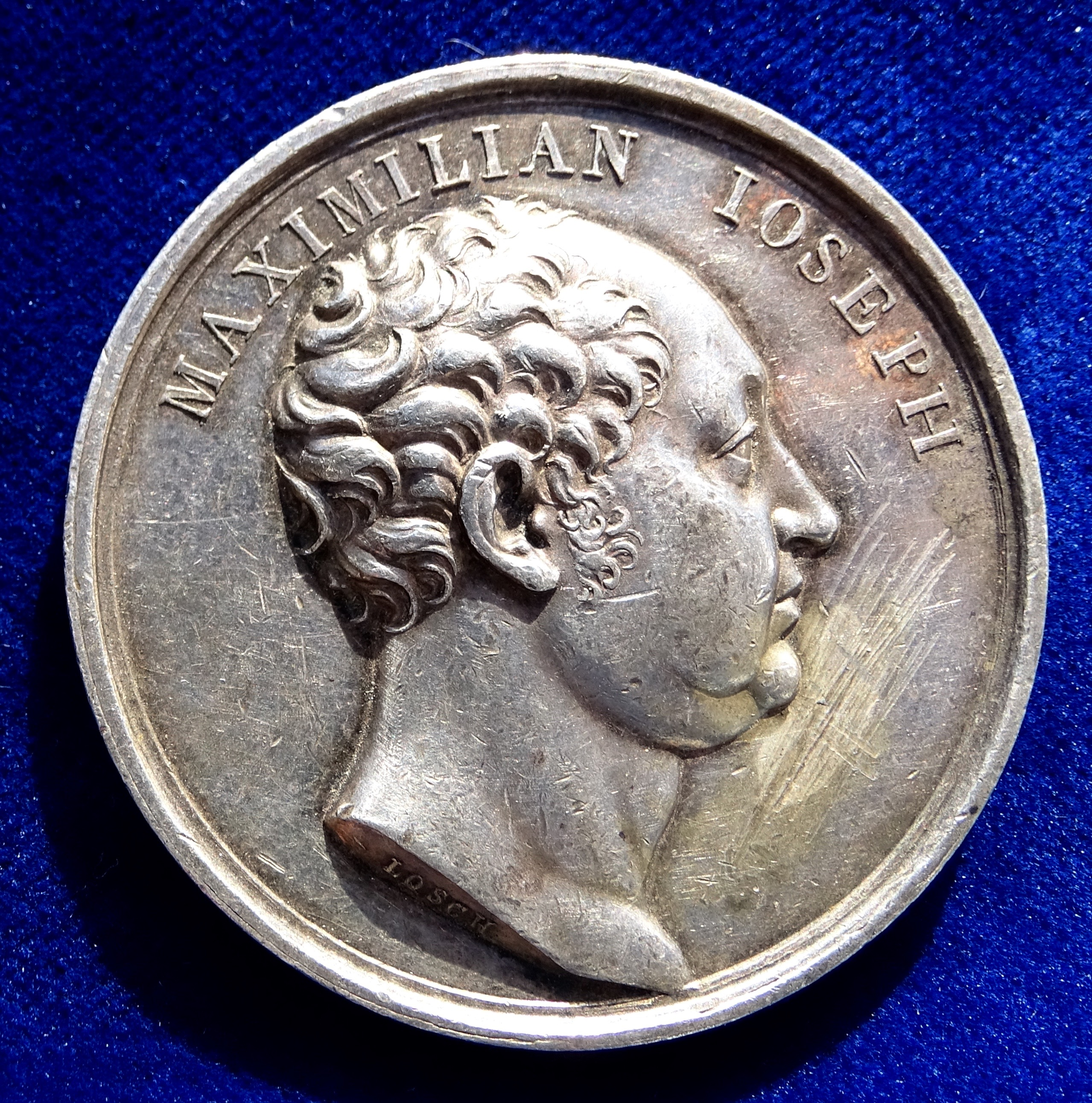
Max Joseph auf einer Gedenkmedaille

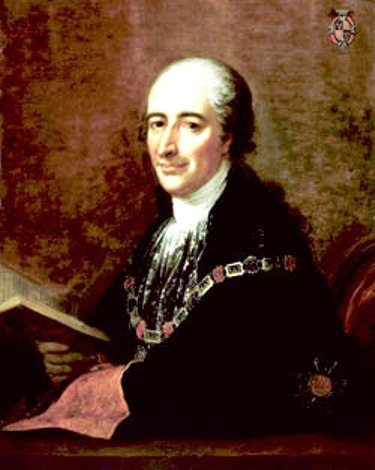
Maximilian von Montgelas, Gemälde von J. Hauber (1806)

### Herrschaftsantritt
Nach dem Tod des bayerischen Kurfürsten Karl Theodor wurde Max Joseph als nächster Verwandter und entsprechend den Wittelsbacher Hausverträgen im Februar 1799 als Maximilian IV. Joseph dessen Nachfolger in allen Gebieten der Wittelsbacher. Die Personalunion Pfalz-Baiern war damals der drittgrößte Länderkomplex des Reiches. Als am 16. Februar 1799 Karl Theodor nach einem wenige Tage vorher erlittenen Schlaganfall starb, standen knapp 110.000 Mann österreichischer Truppen in Bayern. Der neue Kurfürst hatte das bayerische Heer bei seinem Regierungsantritt 1799 in erbärmlichen Zustand vorgefunden: Kaum eines der Regimenter hatte annähernd Sollstärke, der Ausbildungsstand der Truppen war schlecht und die Rumford-Uniformen waren unbeliebt und unpraktisch. Die allgemein als wenig brauchbar eingestuften etwa 17.000 Mann bayerischer Truppen waren über das ganze Land verstreut und in die österreichischen Verbände integriert. Dass Österreich in dieser Situation nicht unmittelbar Zugriff auf Bayern zu erreichen versuchte, war der allgemeinen politischen Lage (Preußen und Russland opponierten diplomatisch, andere Staaten hätten sich ebenfalls gegen Österreich gestellt) und wohl auch dem begonnenen Zweiten Koalitionskrieg zuzuschreiben, dessen Ausgang Österreich abwarten wollte. So blieb es bei letzten Versuchen des österreichischen Gesandten in München Graf Joseph Johann von Seilern noch auf dem Sterbebett Unterschriften Karl Theodors unter für Österreich günstige Abmachungen zu erreichen (wahrscheinlich Abtretungsvereinbarungen oder vergleichbare Testamentsklauseln), die die höchst eigenwillige zweite Frau Karl Theodors, die 22-jährige Maria Leopoldine von Österreich-Este, eine Habsburgerin, energisch vereitelte.
Max Joseph fordert von seinen Untertanen noch am Sterbetag von Karl Theodor am 16. Februar 1799 in seinem „Besitz-Ergreifungs-Patent“ als der „angebohrene rechte Landesherr unverbrüchliche Treue und unweigerlichen Gehorsam  wie es frommen und christlichen Unterthanen gegen ihre „von Gott verordnete“ Landesherrschaft und Obrigkeit gebühret“. Am 17. April 1799 ordnet Max Joseph die Titulatur „von Gottes Gnaden“ auf allen churfürstlichen Schreiben an. Max Joseph konnte sein Erbe daher ohne Zwischenfälle antreten.

### Ernennung von Montgelas
Einen Tag nach dem Eintreffen Max Josephs in München wurde Montgelas am 21. Februar 1799 zum Minister der Auswärtigen Angelegenheiten und des Landesherrlichen Hauses ernannt. Zwischen 1796 und 1817 bestand eine sehr enge Zusammenarbeit zwischen Max Joseph und Montgelas. Montgelas’ Staatsauffassung war von einer geradezu ehrfürchtigen Haltung dem Souverän gegenüber geprägt, der formal allein alle Entscheidungen zu treffen und zu verantworten hatte. Umgekehrt stützte Max Joseph in dieser Zeit Montgelas nahezu bedingungslos gegen alle Kritiker und Intrigen. Es kann auf Grund der sehr unterschiedlichen Veranlagungen und Persönlichkeiten der beiden Männer kein Zweifel bestehen, dass theoretische Konzeptionen überwiegend von Montgelas ausgingen. Die konkreten Entscheidungen überließ Montgelas jedoch konsequent seinem Fürsten, den er der Form nach lediglich beriet. Es ist daher oft schwierig bei konkreten Entscheidungen letztlich mit Sicherheit auseinanderzuhalten, welche Sachverhalte Max Joseph persönlich zu verantworten hatte und welche auf Montgelas’ Einstellung zurückzuführen waren. Dies gilt insbesondere für einige schwierige Grundsatzentscheidungen, die durch langes Schwanken und Zögern geprägt waren.
Kaum an der Macht stellte sich Max Joseph über bestehendes Recht. Die Ausgaben für den Hof und die Hofstäbe wurden dem geheimen Finanz-Departement zugewiesen, welches nun den allerhöchsten Befehlen unterstand. Später wird im Geheimen Staatsrat resigniert festgestellt: „Weder habe der Finanzminister im Staatsrat Etatprobleme offenlegen wollen, noch habe der König gewünscht, Details der Einnahmen- und Ausgabenpolitik in einer Referendärsversammlung erörtern zu lassen.“ Obwohl Karl Theodor vormals einen „Gesamtlandtag“ verhindert hatte, stand den „Landständen“ ab 8. Mai 1790 und 18. Mai 1792 die „Repräsentation der gesamten bayerischen Nation“ zu. Zum ersten Male erzwang die Landschaft damals von der Regierung genaue Rechenschaftsablage über die von ihr der Hofkammer überwiesenen Summen.
Darüber hinaus hatte Max Joseph immense persönliche Schulden angesammelt, die er sich vom Staat begleichen ließ. Den 3.659.068 fl persönlicher Schulden des Churfürsten standen 5.767.712 fl Staatseinnahmen gegenüber; das waren 63 % des Jahresetats. Als seine persönlichen Schulden getilgt waren, ordnete der Churfürst am 20. Oktober 1804 an, ließ er bekannt geben, dass Privatschulden des regierenden Fürsten nicht als Landesschulden anerkannt werden.
Um die enormen Staatsausgaben schultern zu können, ergreift Max Joseph drastische Maßnahmen: Er führt neue direkte Steuern ein wie die Grundsteuer, Haussteuer, Dominikalsteuer, Gewerbesteuer, Familiensteuer, Zugviehsteuer, Schuldentilgungssteuer, Zinsdezimation, Kapitaliensteuer. Beschlossen werden Zwangsanleihen auch auf die kleinsten Besitztümer, Einzug des Kirchensilbers, Versteigerung von Edelstein- und Perlenbesatz kirchlicher Gegenstände, lückenloses Eintreiben ausstehender Steuern, Abgaben auch vom Prälatenstand. Weihnachten 1806 werden die Besoldungen gekürzt. Jeder Hausvater muss für sich, seine Frau, die Kinder, die Dienstboten und die Gesellen das Vermögen angeben. Wird etwas verheimlicht, wird der zehnfache Betrag des verschwiegenen Vermögens eingezogen. Dazu wird ein Formblatt veröffentlicht, in dem die Vermögensklassen und der fällige Kriegskostenvorschuss aufgeführt sind. Die Abgabepflicht beginnt bei 50 fl mit einer Abgabehöhe von 0,24 %; die Abgabenhöhe steigt progressiv (im Formular) auf 1,55 % des Vermögens. Mit Verordnung vom 7. November 1806 war bereits eine allgemeine Kriegssteuer auf jedwedes Vermögen eingeführt worden, 0,5 Prozent auf jeden Besitz. 1813 wird diese verschärft; auch Dienstboten und Gesellen, die für Verpflegung und Wohnung beim Dienstherren arbeiten, müssen zahlen. Wer falsche Angaben macht, muss den 12-fachen Betrag nachzahlen; dieser Betrag wird dann verteilt zwischen dem, der Anzeige erstattet hat, und der Armenkasse.
Am 20. Januar 1802 sind die Kastenämter beauftragt worden, alle Besitztümer im Lande zu bewerten und aufzulisten. Am 25. Januar 1802 wird eine neue Kommission für das Klosterwesen gebildet. Am 24. März 1802 verfügt der Churfürst, dass alle Kirchengeschäfte durch die Landrichter übernommen werden, die Güter der Geistlichen, insbesondere die der geistlichen Verlassenschaften. Das ‚Churfürstlich geheime geistliche Ministerial-Departement‘ rügt am 14. Juni 1802 „sämtliche mit der Kirchenadministration versehenen Gerichte und Ämter“, endlich die am 7. April 1802 eingeforderten „Kirchenbaarschafts-Extrakte“ für alle Quartale einzusenden. Die Klöster dürfen keine Bücher und Manuskripte mehr verkaufen. Zum 1. November 1802 übernimmt der Staat die Aufsicht über den äußeren Rahmen des gesamten Kirchenwesens, der churfürstlich geistliche Rat wird aufgelöst.
Bittgesuche vieler Orte bleiben unbeantwortet. Auch Vorsprachen bei der Kurfürstin bringen nichts, außer dass diese weinen musste. Nach erfolglosen Vorstellungen beim Kurfürsten verlangten die Bischöfe dann Gehorsam von den Untertanen gegenüber dem Herrscher. Deputationen nach München wurden bei Strafe verboten; diese bestünden aus „unwissenden Bürgern“ und „unruhigen Köpfen“.
Mehrung der Arbeitstage durch Abschaffung der Feiertage, Bittgänge u. ä.: Am 4. Dezember 1801 werden überflüssige Feiertage abgeschafft: zusätzliche örtliche Feiertage, Bittgänge, Kreuzgänge, Kirchweihen, Wallfahrten und Prozessionen und „Patrocinfeste“, Pfingstritte, da diese den Wohlstand eines jeden Einzelnen fördern. Der Landesfürst betont, dass diese Einsicht „zu dem schuldigen Gehorsam“ ihm gegenüber gehört und dass die Untertanen zu arbeiten haben. Jeder „Hausvater, Handwerksmeister oder Dienstherr“ muss für das Einhalten dieser Vorgaben sorgen. Für jede einzelne Verfehlung hat er einen Gulden in den Armenfond des Ortes zahlen. Die Gesellen und Dienstboten jeden Geschlechts sind bei „Widersetzung gegen die Obrigkeit criminel“ zu bestrafen. Auch die Kalender dürfen jene abgeschafften Feiertage nicht mehr aufführen; Drucker, Verleger und Verbreiter „solcher verordnungswidriger Kalender“ werden bestraft. Kalender sind selbst 1808 noch eingezogen worden. Ein Pfarrer, der sich in seiner Predigt gegen die Verordnung der abgewürdigten Feiertage aussprach, wurde seines Amte enthoben und in einem anderen Ort „in das Priesterhaus“ eingesperrt. In der Pfingstwoche 1802 kommt es in München zur Rebellion. Am Pfingstmontag (7. Juni 1802) verweigern Handwerksgesellen die Arbeit. Der Polizeidirektor, der die Unruhen mit Hilfe des Militärs auflösen will, wird körperlich angegriffen. Zu Tumulten kam es auch in den  folgenden Tagen. Am 11. Juni werden 167 Handwerksburschen verhört. Am 12. Juni werden 8 Burschen in der Polizeiwache eingesperrt. Die öffentliche Bestrafung wird jedoch „nur an zweien mit 25 Stockprügeln“ vollzogen. 1809 wird jenes renitente Verhalten als „Verbrechen gegen die obrigkeitliche Ordnung“, als „Verbrechung der Widersetzung“ oder als „Verbrechen des Aufstandes“ eingestuft und mit mehrjährigem Aufenthalt im Gefängnis bzw. Arbeitshaus und sogar mit „Hinrichtung durch die Kugel“ geahndet. Gleiche Strafen erwarteten auch Handwerksmeister, sollten diese ihre Forderungen durch Streiks erreichen wollen. Schließlich wird das Kirchweihfest landeseinheitlich auf den dritten Sonntag im Oktober gelegt. Zuwiderhandlungen sind anzuzeigen und pflichtvergessene Pfarrer müssen 30 Reichsthaler Strafe zahlen. 1803 werden die Pfingstritte verboten; Begründungen: „größte Entehrungen des Heiligtums, ärgerlicher Unfug und andachtslose Auftritte, ungeeignete Spektakel“. Ende Januar 1804 dürfen in der Kirche keine Umzüge mehr stattfinden: die Andacht des Volkes werde nicht befördert, die zur Abhaltung einer zweckmäßigen Predigt oder zur Christenlehre gehörige Zeit ginge dadurch verloren. „Nach erschöpfter Güte ein volles Jahr gegönnter Nachsicht“ lässt der Landesvater das Militär einsetzen. Alle Landgerichte erhalten am 8. August 1803 Anweisung, aus den Garnisonen München, Landshut, Straubing und Landsberg „in gleich respektabler Zahl abmarschierendes Militär“ anzufordern und „Kirchspiele“ zu unterbinden. Exemplarisch werden 45 Gemeinden wörtlich aufgeführt. Wenn sich Gemeinden nicht in den „Schranken der Ordnung und Unterwürfigkeit“ verhalten, werden sie „mit ergiebigen Geldbußen belegt“. Dass in der Diözese Regensburg am Ostersonntag „eine nachmittägige Rede in einer Feldkapelle und oft unter freiem Himmel gehalten werde“, wird strengstens verboten. Ferner sind Feldkapellen und Martersäulen nicht mehr zu dulden und abzureißen, denn Aberglaube ist zu verhindern. Es sind „schickliche Anlässe“ zu finden, so etwa Baumaterial für Schulen.
Eine Arbeitspflicht und ein Streikverbot wurden als Staatsverbrechen ebenfalls durchgesetzt. Wenn Handwerker, Arbeiter oder Betriebe „wegen angeblicher Beschwerden wider die Obrigkeit oder ihre Herren (…) sich zur Einstellung Ihrer Arbeit verabreden, zu einer solchen Verabredung auffordern, oder mit solcher Verabredung drohen, sollen (diese) mit ein- bis sechsmonatlichem Gefängnisse oder körperlicher Züchtigung belegt“ werden.
Die Armut der Bevölkerung nimmt zu, doch der Hof könne nichts einsparen. Am 21. Januar 1809 wurde zum „Finanz-Zustand des Königreichs vor den Augen Seiner Majestät des Königs“ auch festgestellt, dass es unmöglich sei, „Licht in die Verworrenheit und Wahrheit in den Widersprüchen zu finden“. Trotzdem wurde der Hofetat wieder erhöht. Im Vergleich zu 1802 auf 184 %.
Am 25. Januar 1802 setzte Maximilian eine Klosterkommission ein und leitete so den Beginn der Säkularisation in Bayern ein. Die Klöster werden bereits 1802 besetzt. Das Vorgehen der Kommission war durchgreifend: Ausländische Klostermitglieder mussten innerhalb von drei Tagen ausreisen, der Wegeplan wurde vorgegeben, u.A. Haltestationen mit Ort und Datum und sechs Stunden Marsch täglich. Die Bevölkerung wurde aufgerufen, verbliebenen notleidenden Klostermitgliedern Mahlzeiten zu spenden. Die Grunduntertanen der Klöster können durch eine Protokollerklärung die von ihnen bewirtschafteten Höfe zu ihrem Eigentum übernehmen. Allerdings müssen sie den Schätzpreis an den Staat zahlen.
Verschärfte Informationszensur und Belehrung des einfachen Volkes: Unmittelbar nach seinem Regierungsantritt erklärt Max Joseph, dass Zeitungen nur mit seiner Genehmigung herausgegeben werden dürfen, dass „unanständiges Schimpfen und harte Ausdrücke gegen die allerhöchsten Höfe“ unzulässig sind, dass Quellenangaben gemacht werden müssen. Am 14. März 1800 wird darauf hingewiesen, dass Druckschriften nur erscheinen dürfen, wenn auf dem Titelblatt die „Imprimatur“ steht. 1803 erklärt der Landesvater, warum er 1799 die Zensur abgeschafft hat: Die „bestehenden Censur-Kommissionen“ werden aufgehoben, nun muss die „Polizei-Obrigkeit“ jedes Ortes die „Bestrafung der Verbrechen, welche durch Schriften begangen werden, den kompetenten Gerichten übertragen werden. Alle Buchhandlungen, Antiquariate, Leihbibliotheks-Inhaber, die Vorsteher der Lese-Institute, Kupferstich-Bilder und Charten-Händler müssen unter einer Strafe von 100 Thaler verbunden sein, ihre Kataloge der Polizei-Obrigkeit zu übergeben.“ Kriterien waren die "Ehrverletzung eines jeden", „beleidigende Urteile über den Regenten“, auf freche Art Landesgesetze oder Verordnungen „tadeln“ oder „verspotten“. Unzulässig sind auch „offenbar schädliche Vorurteile“, besonders an das gemeine Volk gerichtete: Das „irregeführte Volk“ ist durch zweckmäßigere Schriften zu belehren. Dabei sind Staatsdiener, Kirchen und Schulen gefordert. Das „Königlich Baierische Regierungsblatt“ von 1806 legt am 17. Februar fest, dass in Zukunft nicht nur keine politische Zeitung, sondern überhaupt keine periodische Schrift politischen oder statistischen Inhaltes in Unserem Reiche mehr herausgeben werden solle, ohne dass vorher unsere Genehmigung erteilt wurde. Um schnellere Verurteilungen zu erreichen, wurden 1809 durch neu errichtete „Special-Gerichte“ über „standrechtliche Verfahren“ drakonische Strafen ermöglicht. Begründung war, dass die durch den jüngsten Krieg herbeigeführten Ereignisse ein Aufruhr predigender Feind einen Teil der Untertanen zur offenen Empörung reizen würde und alle Bande des Gehorsams aufgelöst würden. Verboten werden „abergläubische Prophezeiungen, Verbreitung falscher Nachrichten über bevorstehende Hungersnot“. Wer solches schrieb oder verbreitete, musste je nach Schwere der ‚Verfehlung‘ mit einer Verurteilung zum Tode, Zuchthaus, Gefängnis, Arbeitshaus, körperliche Züchtigung oder öffentlicher Abbitte rechnen. Revision war nicht möglich. Todesurteile wurden innerhalb von drei Stunden vollzogen. Zuchthäuslern wurden die Haare geschoren, beide Beine mit Eisenketten gefesselt, zum Trinken bekamen sie nur Wasser.
Der Staat übernimmt 1802 eine totale Aufsicht über die Geistlichkeit. Die Weltgeistlichen müssten sich „als eigentliche Volkslehrer und Erzieher betrachten, sie sollen einsehen, wie nötig es sei, es den Unwissenden nie an öffentlicher Belehrung von der Kanzel, den Verirrten nie an Zurechtweisung im Beichtstuhle fehlen zu lassen.“ Pfarrer, die sich nicht an die Vorgaben hielten, wurden an Orte versetzt, an „denen sie nicht so viel anrichten“ konnten.

### Koalitionskriege und territoriale Veränderungen

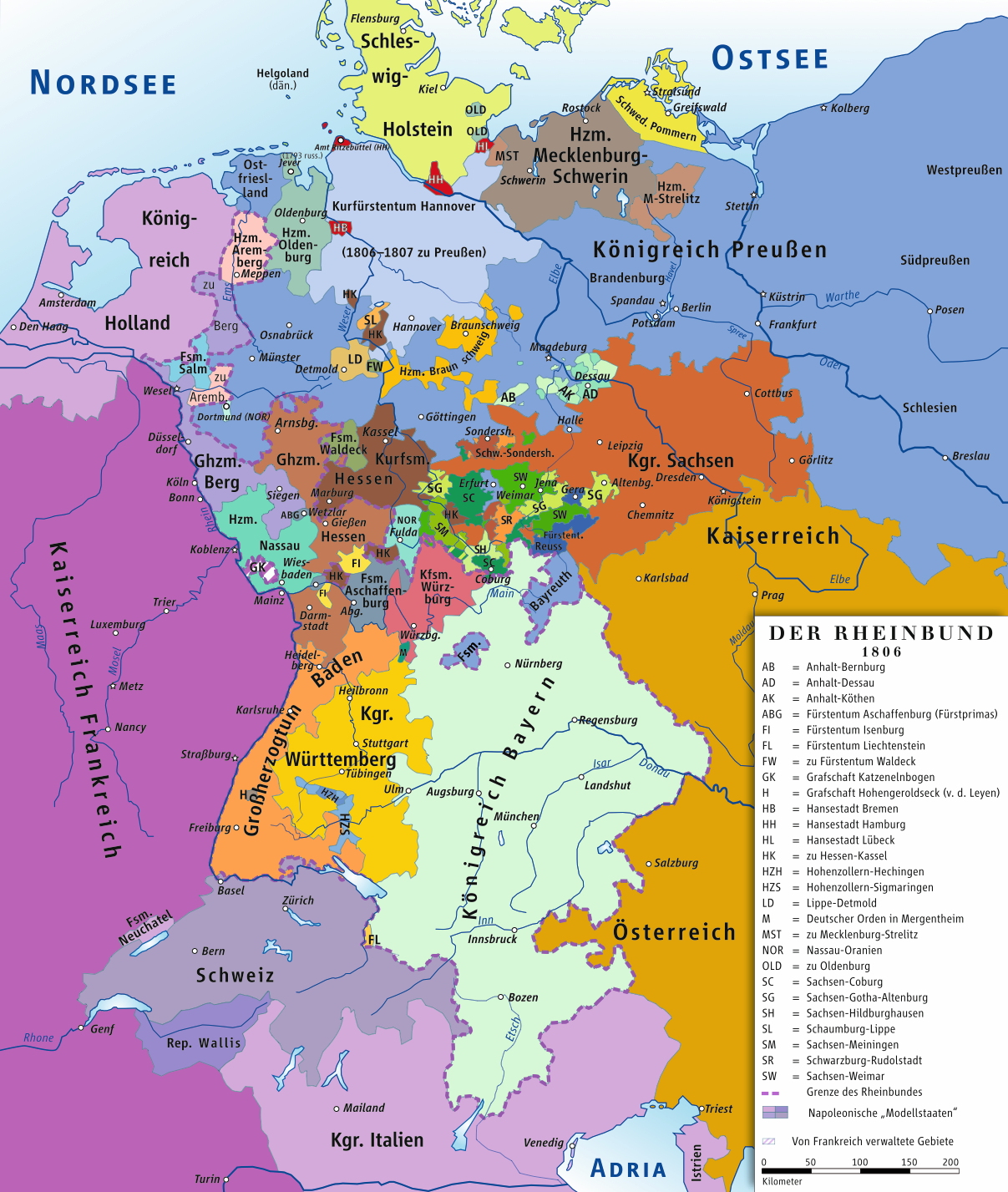
Das Königreich Bayern (hellgrün) im Rheinbund (1806)

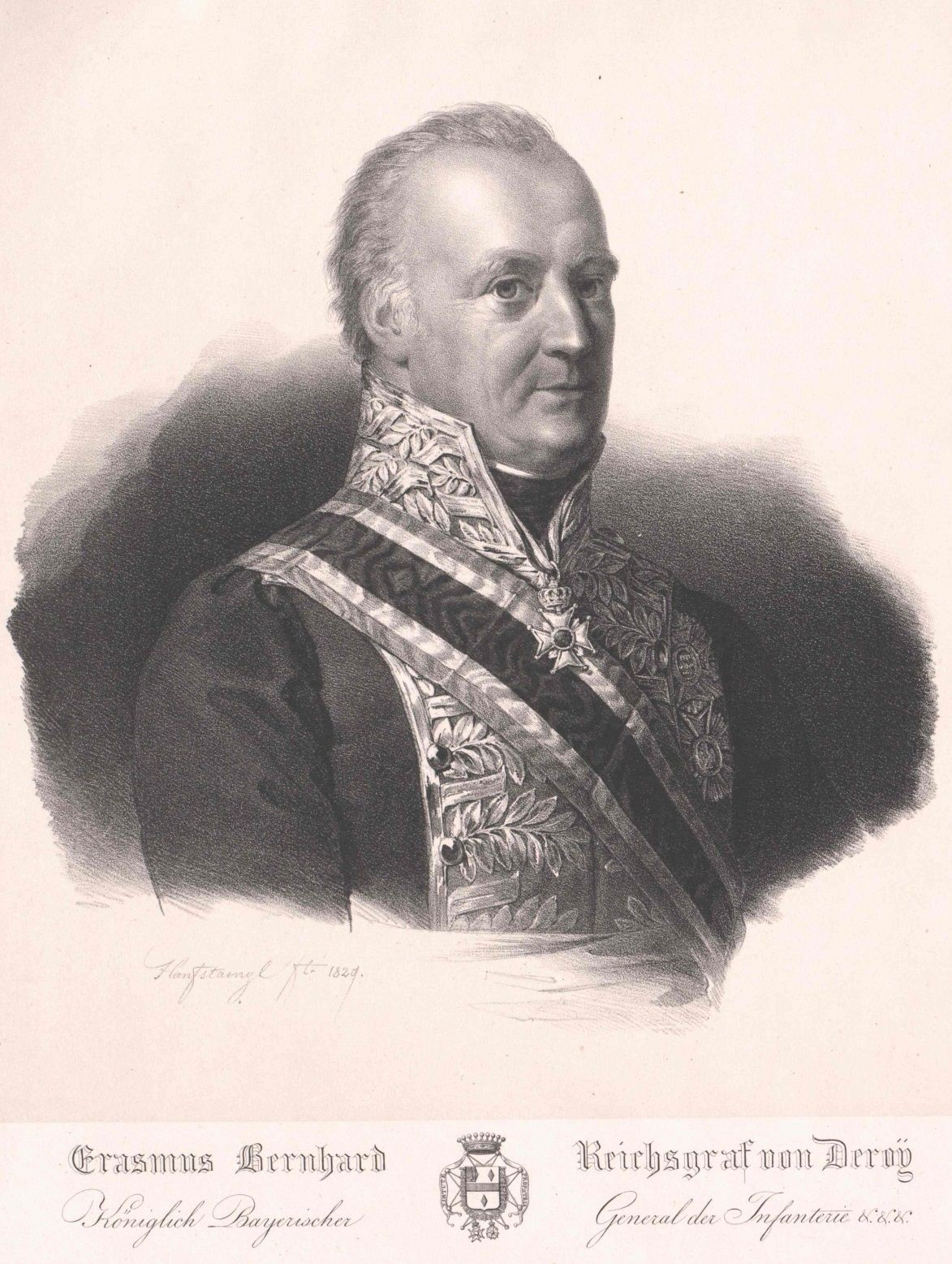
Bernhard Erasmus von Deroy

Im November 1799 wurde durch einen Staatsstreich Napoleon Bonaparte Erster Konsul der französischen Republik und damit zum Alleinherrscher. Aufgrund der strategischen Lage war Max Joseph, der eine neutrale Haltung bevorzugt hätte, zunächst nicht in der Lage, sich der neuen anti-französischen Allianz zu verweigern. 1800 verlor die bayerische Armee im Zweiten Koalitionskrieg an der Seite Österreichs die Schlacht von Hohenlinden gegen das napoleonische Frankreich. Kurfürst Max Joseph floh 1800 über Amberg in das damals preußische Bayreuth. Er, der auf der Flucht war, ordnet 1800 an, dass alle Richter und Ortsvorsteher ihr Amt verlieren, wenn sie vor anrückenden Armeen fliehen. 1809, wieder auf der Flucht, lässt er berichten: „Er, mit Gemahlin und Kindern aus der unverteidigten Hauptstadt fliehend, tröstete das weinende Volk mit den weissagenden Worten: Ich bin bald wieder unter euch.“
Im Frieden von Lunéville 1801 musste Max Joseph auf seine linksrheinischen Besitzungen verzichten. Damit verlor er die linksrheinischen Teile der Kurpfalz und das Herzogtum Jülich. Als Ausgleich konnte Bayern jedoch sein Staatsgebiet durch die im Reichsdeputationshauptschluss 1803 verfügte Mediatisierung und Säkularisation erheblich erweitern. Allerdings verlor es 1803 den noch verbliebenen rechtsrheinischen Teil der Kurpfalz an Baden. Weil Markgraf Karl Friedrich vorzeitig das Mannheimer Schloss durch badische Truppen besetzen ließ, wäre es darüber fast noch zu einem militärischen Konflikt gekommen, weil Max Joseph daraufhin bayerische Truppen in Marsch setzte. Montgelas verhinderte diesen und erreichte auf diplomatischem Wege mit dem badischen Minister Georg Ludwig von Edelsheim eine gütliche Beilegung des Konflikts und die Überführung der Gemäldesammlung Herzog Karl Augusts nach München, wo sie einen Grundstock für die spätere Alte Pinakothek bilden sollte.
Der Kurfürst, der als junger Mann im Ancien Régime selbst Oberst des französischen Fremdenregiments Royal Deux Ponts gewesen war, machte den Aufbau einer modernen Streitmacht nun zu einer seiner Hauptaufgaben. Die bayerische Armee wurde von fähigen Generalen wie Deroy, Wrede und Triva nach französischem Vorbild reformiert und stellte bald die modernste Streitmacht Deutschlands dar.
Nach drei friedlichen Jahren zeichnete sich 1804 der nächste europäische Krieg ab. Obwohl für Bayern ein Bündnis mit Frankreich zu diesem Zeitpunkt vorteilhaft war und von Russland, Preußen und England weniger erwartet werden konnte – Österreich verhielt sich weiter als Gegner – zögerte Montgelas bei einer eindeutigen Hinwendung zu Napoleon. Zwei Mal riet er Max Joseph von Reisen zu Napoleon (nach Mainz und zur Kaiserkrönung nach Paris) ab, die diese Hinwendung offen demonstriert hätten. Außer der Sorge, wie die anderen europäischen Mächte auf eine solche Bindung Bayerns an Frankreich reagieren würden, hegte er auch Bedenken hinsichtlich der Dauerhaftigkeit von Napoleons Erfolgen und Herrschaft. Besonders Russland war als zweite Garantiemacht des Reichsdeputationshauptschlusses für Bayern bei der Regelung von Streitigkeiten wichtig. Eine neutrale Haltung wie die Preußens wäre von diesem wie natürlich auch von Österreich nicht hingenommen worden.
Frankreich hingegen drängte seit Ende 1804 auf ein Bündnis mit Bayern und lehnte ebenfalls die von Max Joseph favorisierte Neutralität strikt ab. Russland und Österreich schlossen am 5. November 1804 eine Allianz gegen Frankreich. In den folgenden Monaten verständigten sich Frankreich und Bayern heimlich auf einen Bündnisvertrag, in dem Bayern u. a. die französischen Ansprüche in Italien unterstützte und Frankreich Bayern eine territoriale Abrundung (es gab 1805 noch zahlreiche österreichische und preußische Enklaven in Bayern) und österreichische Gebiete in Schwaben zusicherte. Er wurde am 25. August 1805 im Bogenhausener Anwesen Montgelas‘ unterzeichnet, aber auf den 24. August 1805 vordatiert. Bayern und Frankreich schlossen somit im Münchner Vorort Bogenhausen ein zunächst geheimes Bündnis. Bayern verließ die anti-napoleonische Allianz und wird zum Verbündeten Frankreichs. Mit 20.000 Mann unterstützte der Kurfürst nun vertraglich den französischen Kaiser, erlaubte den Einmarsch französischer Truppen und erkannte zudem Napoleons Eroberungen in Italien an. Im Gegenzug garantierte dieser die bayerischen Erwerbungen im Reichsdeputationshauptschluss in Franken und Schwaben und versprach weitere Gewinne.
Die österreichischen Truppen eröffneten den Dritten Koalitionskrieg am 27. August 1805 und standen Anfang September 1805 am Inn. Wie schon 1799/1800 war Max Joseph zunächst dem Druck kaum gewachsen. Die französischen Truppen waren zwar auf dem Weg nach Bayern, trafen dort aber erst im Oktober 1805 ein. Montgelas und Frankreich mussten auf Zeit spielen. Max Joseph schrieb an den französischen Gesandten Louis-Guillaume Otto, Comte des Mosloy, den Unterhändler des Bogenhausener Vertrags:

„[…] die Österreicher haben ihre Pontons schon längs des Inn bereitgelegt. Ich erwarte jeden Augenblick ihren Einmarsch in Bayern. Ich zweifle nicht, daß Buol, der österreichische Minister, mich fragen wird, ob ich für oder gegen sie sein will. Wenn ich ihm antworte, daß ich einen Bündnisvertrag mit Frankreich geschlossen habe, sind meine Truppen und mein Land verloren.“

Am 6. September 1805 traf überraschend Karl Philipp Fürst zu Schwarzenberg mit einem Schreiben Kaiser Franz II. in Nymphenburg ein, worin auch im Namen Russlands die Eingliederung der bayerischen Truppen in die österreichische Armee gefordert wurde. Am nächsten Abend signalisierte Max Joseph nach Beratung mit Montgelas an Schwarzenberg, dass dieser mit Montgelas seine Entscheidung und die Einzelheiten dazu besprechen solle. Montgelas hatte bereits am 8. August 1805 von Schwarzenberg gefordert, dass die bayerischen Truppen ein von den österreichischen getrenntes Korps bilden sollten, was Schwarzenberg ablehnte. Der französische Gesandte Otto war über das offenbare Abfallen Bayerns vom Bündnisvertrag sehr aufgebracht, arbeitete aber mit Montgelas weiter konstruktiv zusammen und beide stimmten den Kurfürsten durch getrennte Schreiben letztlich wieder um, wobei Montgelas seinem Memorandum an den Kurfürsten sogar ein Rücktrittsgesuch anfügte. Noch am 8. September 1805 antwortete Max Joseph dem französischen Gesandten, dass er sofort nach Würzburg abreisen und keinerlei Abkommen mit Österreich schließen werde. Ein günstiger Nebeneffekt des Schwankens von Max Joseph war, dass Österreich erst jetzt etwas von dem geplanten Bündniswechsel Bayerns bemerkte und Bayern seine Truppen größtenteils unbehelligt nördlich der Donau im Raum Amberg dem österreichischen Zugriff entziehen konnte. Der erste Angriff des neuen Krieges fand bereits am 8. September auf das nun mit Napoleon verbündete Bayern statt. Österreich fand sich nun aber einer deutlich schlagkräftigeren bayerischen Armee gegenüber.
Sie wich nur zurück, um sich mit der heranrückenden Grande Armée Napoleons zu verbinden und sodann zum Gegenschlag auszuholen. Dieser erfolgte schnell, methodisch und gründlich. 30.000 Bayern nahmen an der erfolgreichen Belagerung Ulms und der anschließenden Befreiung Bayerns teil. Der darauffolgenden Niederlage Österreichs in der Dreikaiserschlacht von Austerlitz folgte Ende Dezember 1805 der Friede von Pressburg, der u. a. die Abtretung von Tirol und Vorarlberg an Bayern beinhaltete, wofür Bayern auf das erst 1803 gewonnene Würzburg verzichtete.
Max Josephs französische Erziehung, die Annexionsbestrebungen der Habsburger und die Dominanz der Armee Napoleons führten nun unter seiner Regentschaft zwischen 1805 und 1813 zu einer engen Anlehnung Bayerns an das napoleonische Frankreich. Im März 1806 trat Max Joseph das rechtsrheinische Herzogtum Berg im Tausch gegen das Fürstentum Ansbach an Napoleon ab. Zuletzt war im Herzogtum Berg Maximilians Pfälzer Vetter Wilhelm Statthalter gewesen, von dem nun die Herzöge in Bayern abstammten.
Das bayerische Kontingent war überdimensional groß, es betrug im Juni 1812 nur noch 12 000 Mann, weniger als die Hälfte des ursprünglichen Kontingents. Bayern stellte zu den ersten 30 000 Mann im Oktober 1812 nochmals 8 000. Lediglich 2297 kamen zurück.
- Deroy hatte im Juli 1812 bereits beim Vormarsch nach Russland an den König geschrieben:[75] „Das Essen ist schlecht, und Schuhe, Hemden, Hosen und Gamaschen sind inzwischen so zerschlissen, dass die Männer in Lumpen und barfuß marschieren. Damit sind sie für den Dienst wertlos. Darüber hinaus bedauere ich, Majestät mitteilen zu müssen, dass dieser Zustand zu einem bedenklichen Nachlassen der Disziplin geführt hat und Depression, Mutlosigkeit, Unzufriedenheit, Ungehorsam und Insubordination dermaßen um sich gegriffen haben, dass nicht absehbar ist, was geschehen wird.“
- Der Vormarsch: Die Belastungen waren immens: Marschtempo entweder 76 Schritte pro Minute oder 100. Manche Einheiten ließ man zweiunddreißig Stunden lang am Stück marschieren und bis zu 170 km zurücklegen. Bei Halt sanken die Männer zu Boden und in einen Tiefschlaf, ohne sich eine Mahlzeit zu kochen. Viele verhungerten. Mückenschwärme quälten. Pferde und Soldaten litten an Durchfall. Durst bei 36 Grad Hitze. Das Wasser versickerte im sandigen Boden, Brunnen waren rar. Die Soldaten gruben Löcher in die Erde und warteten, bis sie mit Wasser gefüllt waren, aber das wimmelte so von Würmern, dass man es erst durch Taschentücher filtern musste. Die Soldaten tranken Pferdeurin, der sich in den Hufspuren und Spurrillen gesammelt hatte. „Der Wegrand war voller Exkremente, es lagen dort auch Pferdekadaver und die Leichen von Soldaten. Auf einigen Strecken musste man die Luft anhalten, man konnte nicht mehr atmen. Manche desertierten, hunderte brachten sich um.“[76]
- Der Rückzug[77][78][79][80][81] der Bayern, die „der angebetete König“ (so im Vorwort des Berichterstatters Hofreiter) nach Russland geschickte hatte: Nur sehr wenige hatten noch die gewöhnliche Fußkleidung. Alte Hüte, Stücke aus Tuch und Schaffelle um die Füße gebunden; um Kopf und Schulter zerrissene Strohmatten, frisch abgezogene Pferdehäute, übergehangene Weiberröcke, Priestermäntel, Rabbiners-Talaren und russische Frauen-Mützen. Über den Schultern Quersäcke von halbfaulem Pferdefleisch mit den schmutzigsten, halbverbrannten, zum besseren Schutz vor der Kälte einen über den anderen hängenden, von Ungeziefer wimmelnden Lumpen bedeckt. Vom Schmutz und Rauch des Biwaks verstellte Gesichter, mit hohlen erloschenen Augen, zerwirrten Haaren und langem ekelhaften Bart von Eiszapfen behangen. Mit untergeschlagenen Armen, um die Hände zu verwahren, und tief verhülltem zur Erde gebeugtem Gesicht wankten, ohne umzusehen, Offizier und Soldat neben einander fort.

Der oberste Heerführer der bayerischen Armee, der über Jahrzehnte hinweg den Wittelsbachern in zahlreichen Kriegen gedient hatte, fällt 1812 beim Russlandfeldzug, und der bayerische König nimmt am großen Trauergottesdienst in München nicht teil. Die Baierische Nationalzeitung, München 24. September 1812, meldet auf der Titelseite! „Seine Majestät der König sind heute um 4 Uhr… nach Lindau abgereist, um die Arbeiten am neuen Hafen in Augenschein zu nehmen. (Absatz): Heute wurden in der Pfarrkirche zu Unserer Lieben Frau die Exequien für den(…) General der Infanterie, Reichsgrafen v. Deroy, mit viel Feierlichkeit gehalten, welchen die öffentlichen Civil- und Militär-Autoritäten, das Korps der Offiziere der Nationalgarde, und viele andere Personen beiwohnten, die dem Andenken des ruhmvoll Verstorbenen einen letzten Beweis der Verehrung geben wollten.“
- Zum  Sachverhalt: Drei Wochen vorher war öffentlich verkündet worden, dass die Arbeiten in Lindau beendigt sind.[83]
- König Max erklärt dem Volk:[84][85]
  - Es seien „Unfälle“ gewesen! Er habe 38000 Soldaten geschickt und  „es gäbe wenige Familien, die nicht jemanden verloren hätten“.
  - Die Nation, welcher „keine Opfer zu schwer scheinen“, habe „ihre Liebe für den angebeteten Souverän bewiesen“.
  - Und er dankt „der göttlichen Vorsehung, (dass Bayern) von den verheerenden Unfällen frei geblieben ist, welche die Geißel des Krieges über benachbarte Staaten gebracht hat“.
  - Und dann: Er habe „gleichsam durch einen Zauberschlag eine neue Armee geschaffen (…) zum Ansehen Meiner Krone“.

Gegenseitiges Vertrauen?
Bereits 1805/1806 sagte eine von Palm verlegte Schrift voraus, dass ein königlicher Hofstaat ungleich größeren Aufwand, als der kurfürstliche, zur Folge habe, und dass auch dem gemeinsten Kopf begreiflich sein müsse. In der von Palm, heute als ‚Märtyrer der Pressefreiheit‘ bezeichnet, verlegten Schrift wird bereits 1806 analysiert, wie Max Joseph, wohl „unzufrieden mit bisherigem Rang und Würde“ zum eigenen, vermeintlichen Vorteil mit Napoleon paktierte und somit den eigenen „Einwohner“ in unsägliche Not stürzte.
Die „Allgemeine Zeitung, mit allerhöchsten Privilegien“ versucht später, den Bericht einer anderen Zeitung zurückzuweisen, welche wahrheitsgetreu berichtete, der bayerische König sei 1809 während der Schlacht bei Aspern wieder feige geflohen. Am 23. November 1809 wird anlässlich der Bildung einer Nationalgarde festgestellt: Die allgemeine Bewaffnung der Bevölkerung könne der „Regierung“ gefährlich werden: „Wie lange wird wohl ein vollständig bewaffnetes- und in den Waffen geübtes Volk gehorchen?“ Als 1809 Österreich in die Oberpfalz eingedrungen war, ruft Max Joseph am 6. Juli 1809 die Bevölkerung auf, den Feind über die Grenzen zurückzudrängen und „Mich und Meine Familie, das Vermögen des Staates, sich selbst zu schützen gegen Mißhandlung und Raub!“ Unmittelbar nach dem Russlandfeldzug wird das Strafgesetzbuch verschärft.
Auswahl und sozialer Status der Soldaten der damaligen bayerischen Armee: Die Pfarrer wurden verpflichtet, gemäß eines Formblatts Taufregister (13 Abteilungen), Trauungsregister (15 Abteilungen) und Sterberegister (10 Abt.) anzulegen. Sämtliche Pfarreien werden beauftragt, Ende September jeden Jahres Listen bei der Konskriptionsbehörde abzuliefern, in denen das Alter der Militärpflichtigen genauestens festgehalten ist. Zusätzlich sind „Spezial-Listen“ mit den jeweils Militärpflichtigen zu erstellen. Bei dem schließlich durchzuführenden Auswahlverfahren, wer den Militärdienst abzuleisten hat, gab es die Möglichkeit, Argumente zur Befreiung einzubringen. Bezüglich der Wehrpflicht gab es vorweg bereits viele Ausnahmen: Adel, Geistlichkeit, ein Teil der Staatsdiener, Patrimonial-Richter und Verwalter, Söhne von Bürgermeistern, Verwaltungsbeamten, Schreiber, Kammerschreiber, Kammerdiener und Hausoffizianten des Adels und der Geistlichkeit, unentbehrliche Livredienerschaft, Personal bei den Hofstäben, Hofintendanten für sich und ihre Söhne, Bürger in Städten und Märkten mit Bürgerrechten, Lehrer von Universitäten und Gymnasien und deren Söhne, Ärzte und deren sich in Ausbildung befindlichen Söhne, Advokaten, Studenten und Praktikanten, Revierförster, alle Ansässigen (d. h. verheiratet mit Anteilen an Häusern oder Grundstücken), Künstler und ihre Söhne, Fabrikanten und ihre Mitarbeiter, Modellschneider, Schriftsetzer, Banquiers und Handelsleute mit ihren Dienern und Lehrburschen, einzige Söhne, wenn sie für die Ernährung der Familie unentbehrlich waren, Beschäftigte in den Salinen… Zunächst wurden die Ärmsten eingezogen: Leibthumsöhne, („Leibtum“ ist das Recht der nicht erbberechtigten Geschwister, weiter auf dem Anwesen zu leben), Inmann (Mieter), Häusler besitzen 1/32 eines ganzen Hofes von 90 Tagwerk, Söldner (1/8 Hof), ohne bedeutende eigene Erwerbsbasis.
Männer, die sich der Musterung und schließlich der Zuweisung zum Militär entzogen, wurden „Widerspenstige“ genannt. Und gegen die wurde hart verfahren: Geldstrafe gemäß dem eigenen Vermögen bzw. dem Vermögen der Eltern, Einzug des gegenwärtigen bzw. Beschlagnahme künftigen Vermögens, Verlängerung der Militärdienstzeit… Verbot der Verheiratung…Besonders 1812 und 1813 waren die offiziellen und offiziösen Blätter voll von Listen der sog. „Widerspenstigen“. Die starke Zunahme der Männer, von denen kein Beruf bekannt war, könnte bedeuten, dass sie ‚Müßiggänger‘ waren, und dazu wurde bereits 1800 verfügt, dass alle „müßiggehenden, ledigen Leute“ dem Militär zuzuführen sind. Mit den Kriegsjahren wird auch deutlich, dass zunehmend Männer aus den Handwerksberufen eingezogen wurden. Um die Erfassung noch engmaschiger zu gestalten, wurden „sämtliche Hauseigentümer und Inwohner nachdrücklich daran erinnert, wenn sie einen Fremden auf kurz oder lange beherbergen wollen, ungesäumt die Meldung hievon auf dem Pass-Büreau zu machen.“ Aufrufe zur Musterung mussten „mittels Trommelschlag“ bekannt gemacht und „an den Kirchentüren angeheftet“ werden. Auch die Hofmarksgerichte mussten „Widerspenstige“ melden.

## König von Bayern

### Bündnispolitik

Das Königreich Bayern (hellgrün) im Deutschen Bund (1816)

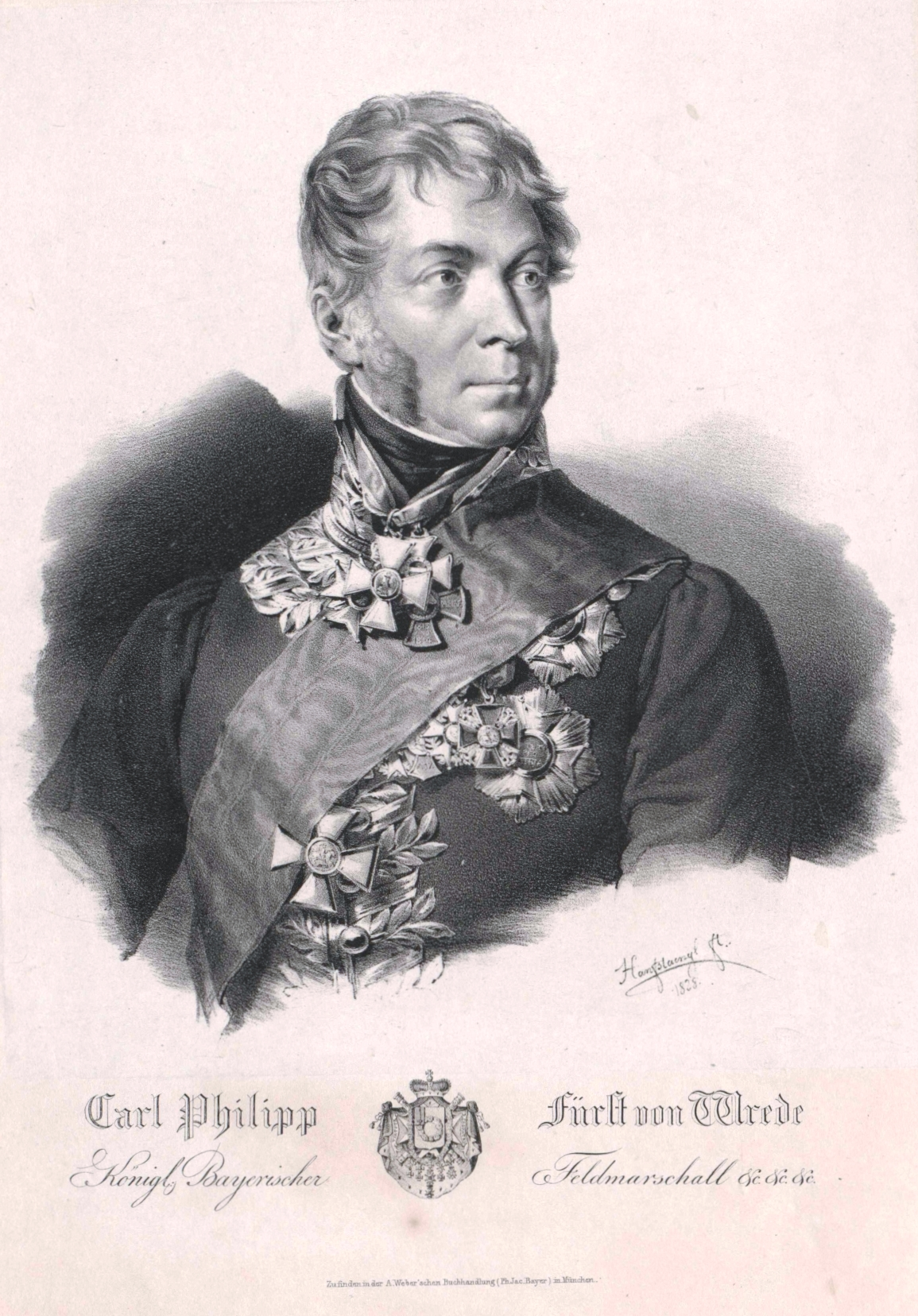
Carl Philipp von Wrede

Für seine Bündnistreue seit dem Geheimvertrag von Bogenhausen im Jahre 1805 wurde Bayern durch den französischen Kaiser im bayerisch-französischen Vertrag von Brünn vom 10./12. Dezember 1805 und im Frieden von Pressburg, als Österreich Tirol und Vorarlberg an Bayern verlor, zum Königreich aufgewertet. Max Joseph wurde am 1. Januar 1806 in München als Maximilian I. Joseph zum ersten König Bayerns proklamiert.
Am 1. Januar 1806 gibt Max bekannt, „zur Begründung der Unabhängigkeit der Uns von der Vorsehung anvertrauten Nation [...] den Titel eines Königs von Bayern anzunehmen“. Max Joseph erwähnt nicht, dass er sich in die Abhängigkeit Napoleons begab, dass die eigene Frau wie auch Kronprinz Ludwig gegen die Abhängigkeit von Frankreich waren, dass dafür seine Tochter aus erster Ehe gezwungen wurde, den Stiefsohn Napoleons zu heiraten.
Seine Tochter Auguste Amalia Ludovika heiratete am 13. Januar 1806 Eugène de Beauharnais, den Stiefsohn Napoleons und designierten Erben der französischen Kaiserkrone. Max Joseph musste nun jedoch seine böhmischen Besitzungen, darunter Reichstadt, an den Erzherzog Ferdinand abgeben. Den Titel eines Herzogs von Reichstadt erhielt später Napoleons Sohn verliehen.
Der formelle Austritt Bayerns aus dem Reichsverband unter Verzicht auf die Kurwürde erfolgte dann im Juli 1806 mit der Rheinbundakte. Bayern wurde nun zum führenden Mitglied im Rheinbund und Bündnispartner von Napoleon. Im August legte in der Folge Franz II. die römisch-deutsche Kaiserkrone nieder. Als Preußen die Auflösung des Rheinbundes fordert, bricht es im darauf folgendem Vierten Koalitionskrieg zusammen, eine verfassungsmäßige Ausgestaltung des nun noch vergrößerten Rheinbundes wird ab 1807 jedoch von Bayern verhindert, das seine neu gewonnene Souveränität nicht eingeschränkt sehen wollte. Beispielsweise erließ Bayern 1808 sogar seine Konstitution in für Montgelas bemerkenswerter Eile ausdrücklich, um einer Verfassungsregelung durch den Rheinbund zuvorzukommen.
Die politische Anlehnung an Frankreich führte zur deutlichen Vergrößerung Bayerns, jedoch mit mehrfachen Gebietsänderungen, und hatte letztlich einen hohen Preis. 1809 brach der Tiroler Volksaufstand aus und kurz darauf rebellierten auch die Vorarlberger gegen die bayerische Herrschaft. Nach dem Frieden von Schönbrunn wurden als Folge des Fünften Koalitionskriegs noch 1809 erneut Details der europäischen Landkarte verändert. Bayern musste westliche Teile Schwabens, darunter Ravensburg und Ulm wieder an Württemberg zurückgeben (die damals festgelegte Grenze wurde seitdem nicht mehr verändert), verlor Südtirol an Frankreich und sollte dafür Würzburg wieder zurückerhalten, wobei die Grenze zum Schweinfurter Raum, der dem Habsburger Großherzog Ferdinand von Würzburg unterstellt wurde, Gegenstand zäher Verhandlungen war. Ab Ende 1809 weilte Max Joseph deswegen bis Anfang 1810 persönlich in Paris. Durch den Pariser Vertrag vom 28. Februar 1810 kam schließlich das Fürstentum Bayreuth an das Königreich Bayern, dazu Regensburg, Berchtesgaden, das 1779 verlorene Innviertel und Teile des Hausruckviertels, ebenso wie das Herzogtum Salzburg.
Ab Juni 1812 starben 30.000 bayerische Soldaten bei Napoleons Feldzug gegen Russland. Der Russlandfeldzug kostete Bayern damit fast sein gesamtes entsandtes Heer und verstärkte nun nicht nur bei Montgelas die Neigung zur Loslösung Bayerns von Frankreich. Wegen der von Montgelas und Max Joseph immer sorgfältig beachteten Volksstimmung befürchtete man Unruhen vor allem in Tirol, Vorarlberg und Franken. Allerdings konnte man durch die allgemeine Wehrpflicht das Heer schnell wieder neu aufbauen. Bereits 1813 bedrohten voranrückende russische Truppen jedoch das Hofer Land im Nordosten des Königreichs.
Max I. Joseph gab daraufhin am 8. Oktober 1813 – noch 10 Tage vor der Völkerschlacht bei Leipzig – durch den geheimen Vertrag von Ried die Kooperation mit Napoleon auf und verbündete sich im Sechsten Koalitionskrieg mit Österreich. Neben Montgelas und dem Kronprinzen war Carl Philipp von Wrede eine treibende Kraft des Abfalls von Frankreich, der bereits ab März 1813 konkret eingeleitet worden war. Bei einem Aufenthalt Max Josephs und Montgelas’ Mitte November im alliierten Hauptquartier in Mainz wurde der Vertrag mit Österreich, Russland und Preußen ratifiziert. Er enthielt auch die Vereinbarung eines dauerhaften Friedens zwischen Österreich und Bayern – eine durch den Staatskanzler Metternich eingeleitete Neuorientierung der österreichischen Politik, an die Max Joseph aufgrund der prägenden Erfahrungen seiner früheren Jahre nicht glauben konnte:

„[…] Wir gewinnen bei all dem nur, von Frankreich unabhängig zu werden, wobei wir wieder unter das österreichische Joch geraten.“

Im November 1813 drängte König Max Joseph auch seinen Schwiegersohn Eugène de Beauharnais, den französischen Vizekönig von Italien, die Sache Napoleons aufzugeben.
Bayern, das 1805 bzw. 1810 durch Tirol und Salzburg erheblich erweitert worden war, konnte nach dem Sturz Napoleons dann auf dem Wiener Kongress ab September 1814 die spätere Abtretung dieser Gebiete an Österreich durch den Erwerb fränkischer und schwäbischer Bezirke sowie die Inbesitznahme eines aus Teilen der alten Kurpfalz und anderer Territorien neugeschaffenen linksrheinischen Rheinkreises kompensieren. Nach der Niederlage Napoleons im Sechsten Koalitionskrieg und dem Frieden von Paris im Mai 1814 war es bereits am 3. Juni 1814 zum Pariser Vertrag zwischen Bayern und Österreich gekommen, in dem Bayern für die Abtretung von Tirol und Vorarlberg im Gegenzug Würzburg erneut und Aschaffenburg erstmals erhielt. Erst im Vertrag von München wurden 1816 die endgültigen Grenzen des nachnapoleonischen Bayerns bestimmt, als das Land Salzburg gegen die linksrheinische Pfalz abgetreten wurde. Der badisch-bayerische Grenzstreit über die rechtsrheinische Pfalz mit Mannheim und Heidelberg, Max Josephs Geburtsland, wurde dann 1818 auf dem Aachener Kongress allerdings zugunsten Badens entschieden.
Bestrebungen des österreichischen Staatskanzlers Metternich, die Kompetenzen des Deutschen Bundes zu erweitern und durch die Karlsbader Beschlüsse von 1819 die Unabhängigkeit der Mitgliedsstaaten einzuschränken, scheiterten am bayerischen Widerstand, als Mittelmacht im Bund konnte Bayern jedoch in der Folge zwischen Wien und Berlin dennoch nicht völlig eigenständig agieren.

### Reformen

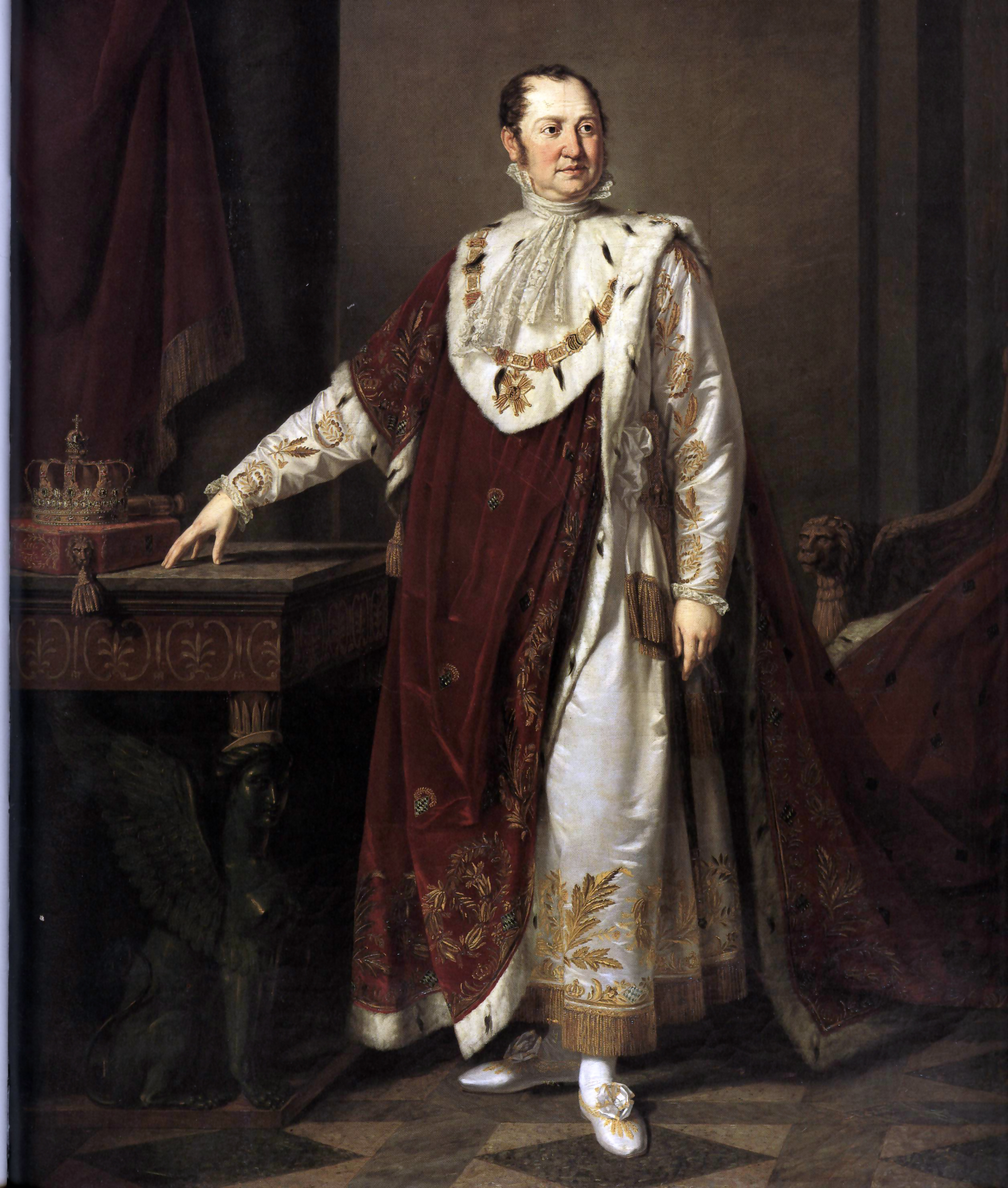
König Maximilian I., Gemälde von M. Kellerhoven (1806)

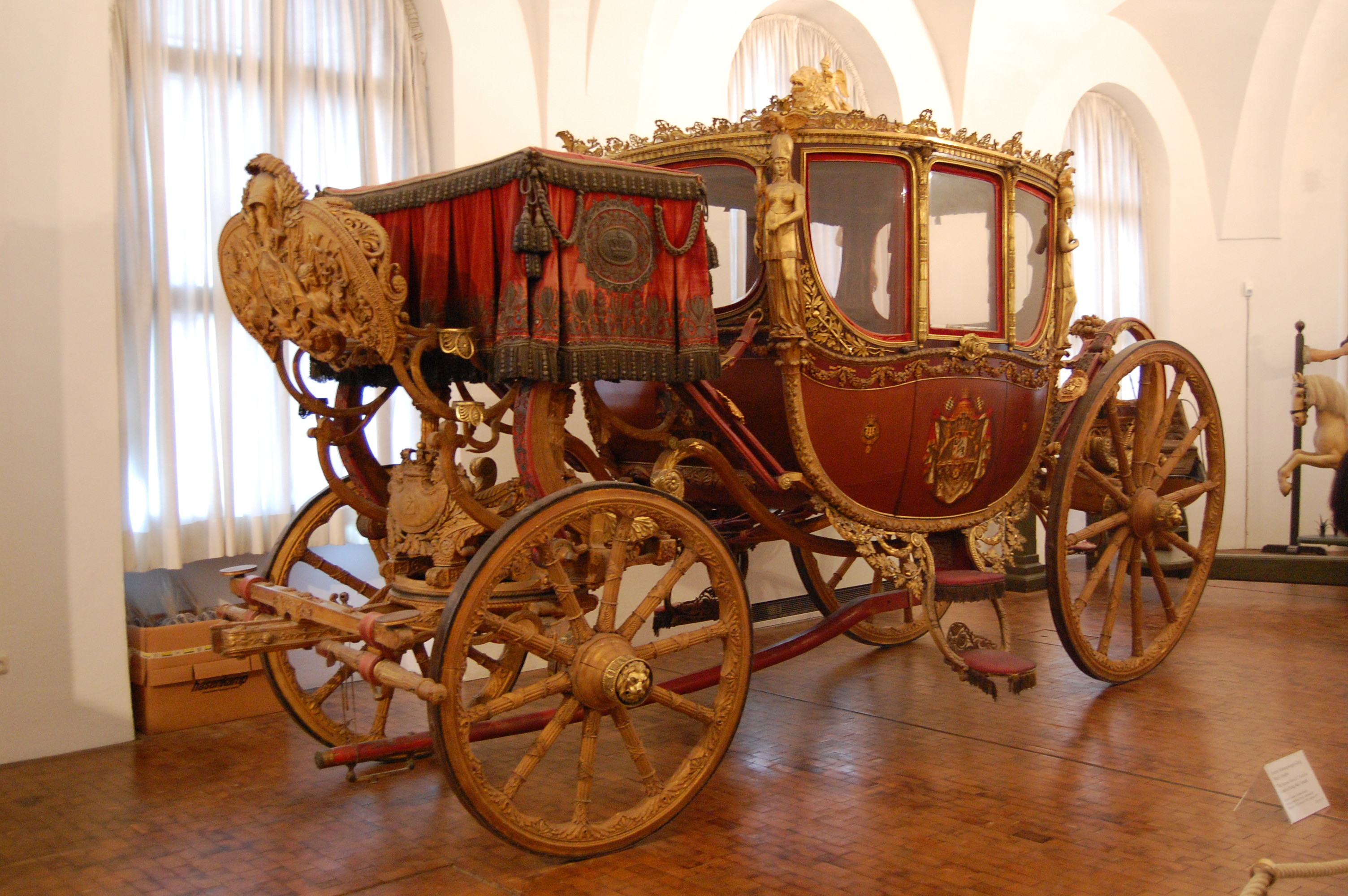
Krönungskutsche Max Josephs im Marstallmuseum Nymphenburg

Der König gilt mit seinem Ersten Minister Montgelas als Schöpfer des modernen bayerischen Staates. Schon 1802 war die Säkularisation in Bayern besonders konsequent durchgeführt worden. So wurden zahlreiche Klöster aufgehoben, die Gebäude abgerissen oder einer neuen Bestimmung zugeführt. Maximilian I. Joseph und Montgelas schufen ein Beamtenwesen und eine effiziente Staatsverwaltung für das vergrößerte Bayern. Sie teilten das Land in 15 Verwaltungskreise ein und reduzierten 1810 deren Zahl auf acht. Sie führten die allgemeine Schulpflicht ein und schufen durch Vereinheitlichung von Maßen, Gewichten und Währung sowie durch die Abschaffung der Binnenzölle 1807 und die Lockerung des Zunftzwangs einen einheitlichen Wirtschaftsraum. 1807 wurden auch die ständischen Steuerprivilegien abgeschafft. 1805 wurden alle erblichen und käuflichen Ämter durch die große Dienstespragmatik abgeschafft.
Das Münchner Regulativ von 1805 und das Judenedikt von 1813 gewährten den Israeliten im neuen Königreich Bayern erste, noch nicht sehr weitgehende Rechte, indem den im Lande geborenen Juden die bayerische Staatsbürgerschaft, das Indigenat, sowie die Freiheit der Religionsausübung zugestanden wurde. Dabei ging es der neuen Regierung zunächst nicht um ein humanitär-emanzipatorisches Ziel, sondern um das staatspolitische Ziel, die Rechtsstellung der Juden in allen Landesteilen des neuen Königreichs zu vereinheitlichen und zugleich die Juden in den neuen Staat einzubinden. Die Einbindung sollte zum Nutzen aller Bürger sein und enthielt deshalb für die Juden neben Zugeständnissen auch Beschränkungen. Die Beschränkungen umfassten die zahlenmäßige Festlegung der Anzahl der in Bayern lebenden Juden, ein Verbot zur Einwanderung und Niederlassung fremder Juden in das Königreich Bayern und auch Vorschriften zur Art der Berufe, die von Juden ausgeübt werden durften. Zur Überwachung der Vorschriften mussten in allen Städten und Gemeinden Matrikel angelegt und überwacht werden. Trotz vieler Versuche das Judenedikt zu ändern blieb das Edikt ohne Änderungen bis 1861 gültig. Am 27. August 1807 führte Bayern als erstes Land der Welt eine Pockenimpfung ein.
1808 gewährte Max Joseph Bayern zudem eine erste Verfassung, die erste deutsche Grundrechtsgarantie für den Bürger in den deutschen Landen: Die Bestimmung des Organischen Edicts vom 31. August 1808, wonach im Königreich Bayern der Leibeigene jetzt „in den freien, bürgerlichen Zustand mit Unterordnung unter die Gesetze“ überträte (§4), gilt als erste Grundrechtsgarantie in einer deutschen Verfassung (Dieter Grimm). Seit 1799 wurde dafür gekämpft, die Sonderrechte der Stände abzuschaffen. Vor Max Joseph: Die „Stände bewilligten die direkten Steuern, die vorwiegend von den nicht in der Landschaft vertretenen Bauern aufzubringen waren“.
Die rechtliche Stellung des Königshauses:
- Die Verfassung des Königsreiches Bayern von 1808 legt in § 7 fest: „Alle Glieder des königlichen Hauses stehen unter der Gerichtsbarkeit des Monarchen.“
- Das „Königliche Familien-Gesetz“:[122] legt in Art. 87 fest, „Sollte eine gerichtliche Angelegenheit von großer Wichtigkeit und Umfange sein, so nimmt der Familien-Rath die Eigenschaft eines königlichen obersten Gerichtshofes an.“
- „Ein jeder Staatsbürger, der das ein- und zwanzigste Jahr zurückgelegt hat, ist schuldig, vor der Verwaltung seines Kreises einen Eid abzulegen, dass er der Konstitution und den Gesetzen gehorchen und dem König treu sein wolle.“[123] Dem König gegenüber ist ein jeder Staatsbürger ein 'Untertan'.
- Wer den König oder seine Familie verdrängen will, wer die Thronfolge abändern will, ist ein Hochverräter! „Ein solcher Missetäter soll enthauptet, und vor der Hinrichtung mit einer Tafel auf Brust und Rücken, welche die Aufschrift: ‘Hochverräter’ führt, in einem roten Hemde eine Stunde lang von dem Scharfrichter-Knechte an den Pranger gestellt werden. Auf seinem Grabe wird eine Schandsäule errichtet. Seine Familie soll ihren Namen verändern.“[124]

1812 wurde die bayerische Gendarmerie gegründet. Durch ein neues Strafgesetzbuch, das Anselm von Feuerbach entworfen hatte, wurde 1813 die Folter auch de jure abgeschafft: sie war durch königliches Reskript auf Anregung Feuerbachs bereits 1806 verboten worden.
Im Januar 1817 setzte Kronprinz Ludwig, der schon lange die Politik seines Vaters kritisierte, den Sturz des Ministers Montgelas durch. Im selben Jahr wurde mit dem Papst ein Konkordat geschlossen, durch das die Kirchenprovinzen München-Freising und Bamberg entstanden. Die vom König geprägte Verfassung des Königreichs Bayern von 1818 bestätigte die konstitutionelle Monarchie als Staatsform des Königreichs Bayern. Es entstanden zwei Kammern (Reichsräte und Abgeordnete). Von nebenstehendem Gemälde Moritz Kellerhovens gibt es zwei Versionen. Bei der älteren von 1809 (hier abgebildet) stützt sich der König neben der Krone auf die Tischplatte. In einer späteren Version des Malers, 1819, stützt sich der Monarch mit der Hand auf die Verfassung. Am 17. Mai 1818 erließ der bayerische König das Zweite Gemeindeedikt, mit dem eigenständige kommunale Einheiten in Bayern mit gewählten Gemeindevertretern geschaffen werden, die nunmehr – im Unterschied zu 1808 – weitergehende Selbstverwaltungsrechte genießen.
Als König war Max Joseph sehr bürgernah, ging gerne ohne große Begleitung zu Fuß durch die Münchner Straßen und unterhielt sich zwanglos mit seinem Volk. Unabhängig davon war er wie einige seiner Nachkommen und Nachfolger auch etwas exzentrisch. Er kümmerte sich, für die damalige Zeit untypisch, intensiv um die Bildung seiner Kinder und ließ auch den Töchtern eine umfangreiche Wissensbildung zukommen.

### Förderung der Künste und Wissenschaften

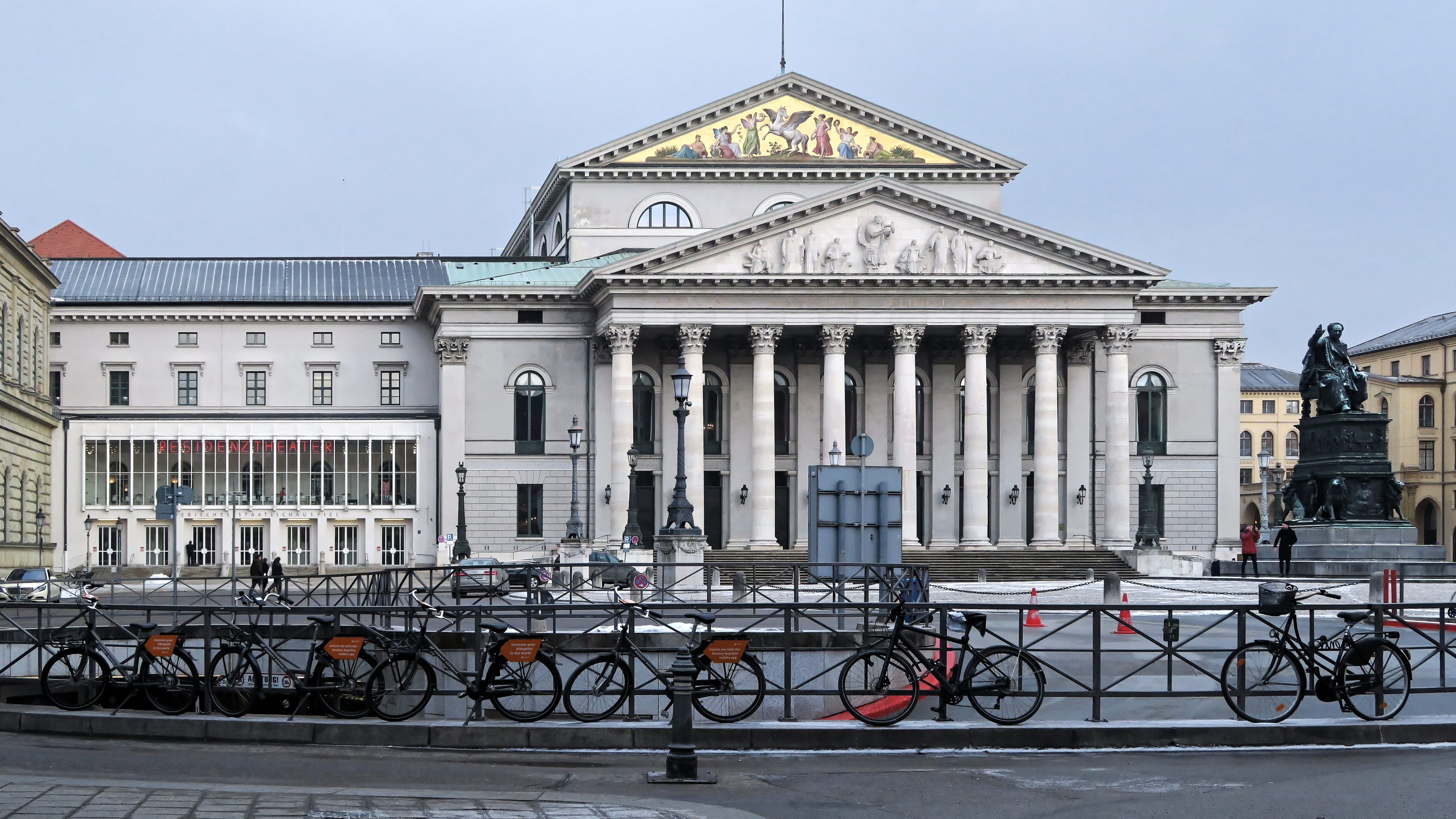
Das königliche Hof- und Nationaltheater in München

Max Joseph verlegte 1800 die bayerische Landesuniversität von Ingolstadt nach Landshut. Durch die Verlegung wurde zu Beginn der in Bayern besonders streng durchgeführten Säkularisierung versucht, die jesuitisch und somit konservativ geprägte Universität zu erneuern. 1808 gründete er die Akademie der Bildenden Künste.
Die heutige Gestalt des Schlossparks Nymphenburg ist das Ergebnis der grundlegenden Umgestaltung durch Friedrich Ludwig von Sckell ab 1799. Die Neugestaltung Münchens übertrug der König dem Baumeister Karl von Fischer, der später von Emanuel Joseph von Hérigoyen und Gustav Vorherr abgelöst wurde. Die Maxvorstadt wurde zwischen 1805 und 1810 unter König Max Joseph, nach dem sie auch benannt ist, als erste planmäßige Stadterweiterung Münchens durch Friedrich Ludwig von Sckell und Karl von Fischer konzipiert. So entstand mit der Brienner Straße die erste Prachtstraße der Hauptstadt. 1818 ließ Max Joseph für seinen jüngeren Sohn Prinz Karl das Schloss Gatterburg in Pasing erbauen; auch das königliche Hof- und Nationaltheater vor dem nach ihm benannten Platz und der Marstall in München gehen auf ihn zurück.

Der König sammelte auch Gemälde, unter anderen war er Besitzer eines der nur 37 erhaltenen Gemälde von Jan Vermeer. Die Frau mit Waage wurde jedoch von den Erben 1826 verkauft – bevor der Nachfolger Ludwig I. die Alte Pinakothek errichten ließ. Gleiches gilt für Die Testamentseröffnung, ein Genrebild des schottischen Malers David Wilkie, das bis zum Tod des Königs in dessen Schlafgemach der Sommerresidenz Tegernsee hing. Dieses Bild konnte Ludwig I. bei der Versteigerung des väterlichen Kunstbesitzes allerdings erwerben. Der noch ausgeprägteren Sammelleidenschaft des Thronfolgers, die auch antike Skulpturen umfasste, sowie seinen bayerischen Landeskindern stand der König jedoch auch kritisch gegenüber: 

„[…] Mein verrückter Sohn will wieder Geld ausgeben, dessen bin ich mir sicher, um alten Plunder zu kaufen, und er hofft, dadurch Griechen und Römer aus dieser Rasse von Biertrinkern zu machen“

 charakterisierte Max Joseph in einem Brief die Passion des Thronfolgers, der auch bereits als Kronprinz die neue Architektur der Hauptstadt durch klassizistische Bauten mitbestimmte.

## Tod und Nachfolge

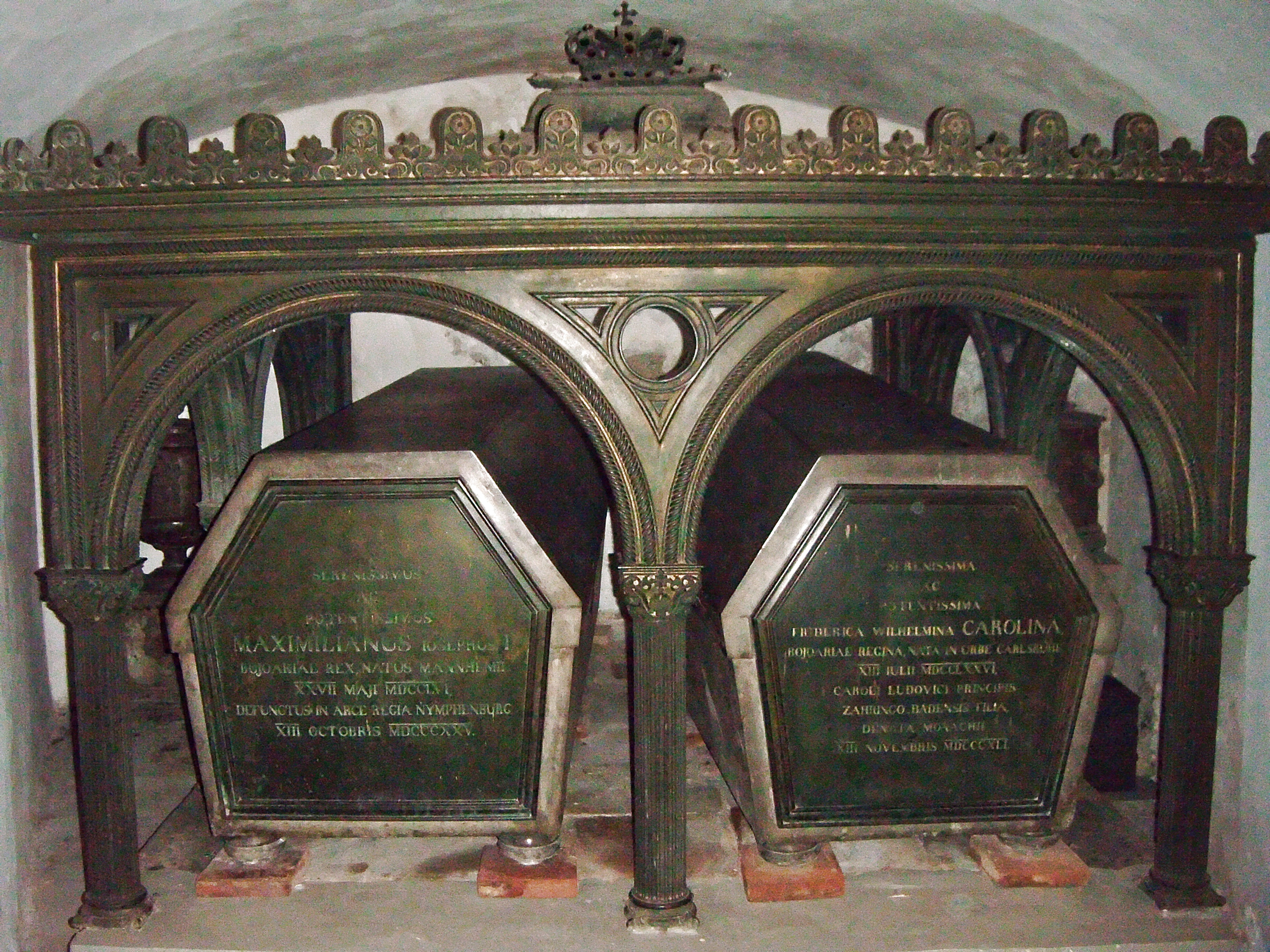
Grabstätte Max Josephs in der Theatinerkirche München

Im Sommer 1825 ließen Max Josephs körperliche Kräfte nach. Den letzten Abend seines Lebens verbrachte der König als Gast im Palais Woronzow in München, wo der russische Gesandte einen Ball zum Namenstag des Königs veranstaltete. Am Morgen des 13. Oktobers 1825 wurde der König tot in seinem Schlafzimmer in Schloss Nymphenburg aufgefunden. Eine Hofdame seiner Schwägerin, die zu dieser Zeit in München weilte, beschreibt die Situation wie folgt: „Alles lief willenlos durcheinander; in den Zimmern lagen die Balltoiletten umher, und zwischen diesen seufzende Töchter und weinende Nichten. Die hohe Wittwe war regungslos in den Armen Ihrer Schwester. Niemand hatte seine ganze Besinnung.“
Max Joseph wurde in der Theatinerkirche in München beigesetzt. Sein Herz wurde getrennt bestattet und befindet sich in der Gnadenkapelle von Altötting. Die vom Kronprinzen langersehnte Regierungsübernahme war die letzte in Bayern, die nicht vom Problemen überschattet war. Ludwig war auch bereits lange Jahre auf sein Königtum vorbereitet worden und hatte auch an der Regierung Max Josephs bereits lange Anteil. Das Verhältnis zwischen Vater und Sohn war jedoch bis zuletzt nicht frei von Spannungen gewesen.

## Ehen und Nachkommen
Maximilian Joseph heiratete am 30. September 1785 in Darmstadt Prinzessin Auguste Wilhelmine (1765–1796), Tochter des Landgrafen Georg Wilhelm von Hessen-Darmstadt und dessen Gattin Gräfin Luise von Leiningen-Heidesheim. Aus der Ehe gingen fünf Kinder hervor:
- Ludwig I. Karl August (1786–1868) ⚭ 1810 Prinzessin Therese von Sachsen-Hildburghausen (1792–1854)
- Auguste Amalia Ludovika (1788–1851) ⚭ 1806 Eugène de Beauharnais, Vizekönig von Italien, Herzog von Leuchtenberg und Fürst von Eichstätt
- Amalia Marie Auguste (1790–1794)
- Charlotte Auguste Karoline (1792–1873)

1. ⚭ 1808–1814 König Wilhelm I. von Württemberg
2. ⚭ 1816 Kaiser Franz I. von Österreich

- Karl Theodor Maximilian August (1795–1875)

1. ⚭ 1823 Marie-Ann-Sophie Pétin (1796–1838), 1823 Freifrau von Bayrstorff
2. ⚭ 1859 Henriette Schöller (1815–1866), 1859 Freifrau von Frankenburg

Nach dem Tod seiner (lungenkranken) Frau Auguste im Alter von 30 Jahren im Jahr 1796 schloss Maximilian Joseph am 9. März 1797 in Karlsruhe eine zweite Ehe mit Prinzessin Karoline Friederike Wilhelmine (1776–1841), Tochter des Erbprinzen Karl Ludwig von Baden und dessen Frau Prinzessin Amalie Friederike von Hessen-Darmstadt. Bis auf den späteren König Ludwig I. kamen alle Kinder mit der Stiefmutter gut zurecht.
Aus der zweiten Ehe gingen acht Kinder hervor:
- Sohn (tot geboren */† 5. September 1799)
- Maximilian Joseph Karl Friedrich (1800–1803)
- Elisabeth Ludovika (1801–1873) ⚭ 1823 König Friedrich Wilhelm IV. von Preußen (1795–1861)
- Amalie Auguste (1801–1877) ⚭ 1822 König Johann I. von Sachsen (1801–1873)
- Maria Anna Leopoldine Elisabeth Wilhelmine (1805–1877) ⚭ 1833 König Friedrich August II. von Sachsen (1797–1854)
- Sophie Friederike Dorothea Wilhelmine (1805–1872) ⚭ 1824 Erzherzog Franz Karl von Österreich (1802–1878) – deren Sohn Franz Joseph I., Kaiser von Österreich und König von Ungarn, heiratete Elisabeth „Sisi“, die Tochter von Ludovika Wilhelmine
- Ludovika Wilhelmine (1808–1892) ⚭ 1828 Herzog Maximilian Joseph in Bayern (1808–1888) – deren Tochter Elisabeth „Sisi“ heiratete Franz Joseph I., Kaiser von Österreich und König von Ungarn
- Maximiliane Josepha Karoline (1810–1821)

## Vorfahren
|  |                                                                |  |  |  |  |  |  |  |  |  |  |  |  |
|  | Christian II. von Pfalz-Zweibrücken-Birkenfeld (1637–1717)     |  |  |  |  |  |  |  |  |  |  |  |  |
|  |                                                                |  |  |  |  |  |  |  |  |  |  |  |  |
|  |                                                                |  |  |  |  |  |  |  |  |  |  |  |  |
|  | Christian III. von Pfalz-Zweibrücken (1674–1735)               |  |  |  |  |  |  |  |  |  |  |  |  |
|  |                                                                |  |  |  |  |  |  |  |  |  |  |  |  |
|  |                                                                |  |  |  |  |  |  |  |  |  |  |  |  |
|  | Katharina Agathe von Rappoltstein (1648–1683)                  |  |  |  |  |  |  |  |  |  |  |  |  |
|  |                                                                |  |  |  |  |  |  |  |  |  |  |  |  |
|  |                                                                |  |  |  |  |  |  |  |  |  |  |  |  |
|  | Friedrich Michael von Pfalz-Birkenfeld-Bischweiler (1724–1767) |  |  |  |  |  |  |  |  |  |  |  |  |
|  |                                                                |  |  |  |  |  |  |  |  |  |  |  |  |
|  |                                                                |  |  |  |  |  |  |  |  |  |  |  |  |
|  | Ludwig Kraft von Nassau-Saarbrücken (1663–1713)                |  |  |  |  |  |  |  |  |  |  |  |  |
|  |                                                                |  |  |  |  |  |  |  |  |  |  |  |  |
|  |                                                                |  |  |  |  |  |  |  |  |  |  |  |  |
|  | Karoline von Nassau-Saarbrücken (1704–1774)                    |  |  |  |  |  |  |  |  |  |  |  |  |
|  |                                                                |  |  |  |  |  |  |  |  |  |  |  |  |
|  |                                                                |  |  |  |  |  |  |  |  |  |  |  |  |
|  | Philippine Henriette zu Hohenlohe-Langenburg (1679–1751)       |  |  |  |  |  |  |  |  |  |  |  |  |
|  |                                                                |  |  |  |  |  |  |  |  |  |  |  |  |
|  |                                                                |  |  |  |  |  |  |  |  |  |  |  |  |
|  | Maximilian I. Joseph König von Bayern                          |  |  |  |  |  |  |  |  |  |  |  |  |
|  |                                                                |  |  |  |  |  |  |  |  |  |  |  |  |
|  |                                                                |  |  |  |  |  |  |  |  |  |  |  |  |
|  | Theodor Eustach von Pfalz-Sulzbach (1659–1732)                 |  |  |  |  |  |  |  |  |  |  |  |  |
|  |                                                                |  |  |  |  |  |  |  |  |  |  |  |  |
|  |                                                                |  |  |  |  |  |  |  |  |  |  |  |  |
|  | Joseph Karl von Pfalz-Sulzbach (1694–1729)                     |  |  |  |  |  |  |  |  |  |  |  |  |
|  |                                                                |  |  |  |  |  |  |  |  |  |  |  |  |
|  |                                                                |  |  |  |  |  |  |  |  |  |  |  |  |
|  | Marie Eleonore von Hessen-Rotenburg (1675–1720)                |  |  |  |  |  |  |  |  |  |  |  |  |
|  |                                                                |  |  |  |  |  |  |  |  |  |  |  |  |
|  |                                                                |  |  |  |  |  |  |  |  |  |  |  |  |
|  | Maria Franziska von Pfalz-Sulzbach (1724–1794)                 |  |  |  |  |  |  |  |  |  |  |  |  |
|  |                                                                |  |  |  |  |  |  |  |  |  |  |  |  |
|  |                                                                |  |  |  |  |  |  |  |  |  |  |  |  |
|  | Karl III. Philipp Kurfürst von der Pfalz (1661–1742)           |  |  |  |  |  |  |  |  |  |  |  |  |
|  |                                                                |  |  |  |  |  |  |  |  |  |  |  |  |
|  |                                                                |  |  |  |  |  |  |  |  |  |  |  |  |
|  | Elisabeth Auguste von der Pfalz (1693–1728)                    |  |  |  |  |  |  |  |  |  |  |  |  |
|  |                                                                |  |  |  |  |  |  |  |  |  |  |  |  |
|  |                                                                |  |  |  |  |  |  |  |  |  |  |  |  |
|  | Luise Charlotte Radziwill (1667–1695)                          |  |  |  |  |  |  |  |  |  |  |  |  |
|  |                                                                |  |  |  |  |  |  |  |  |  |  |  |  |
|  |                                                                |  |  |  |  |  |  |  |  |  |  |  |  |

## Denkmäler und Ehrungen

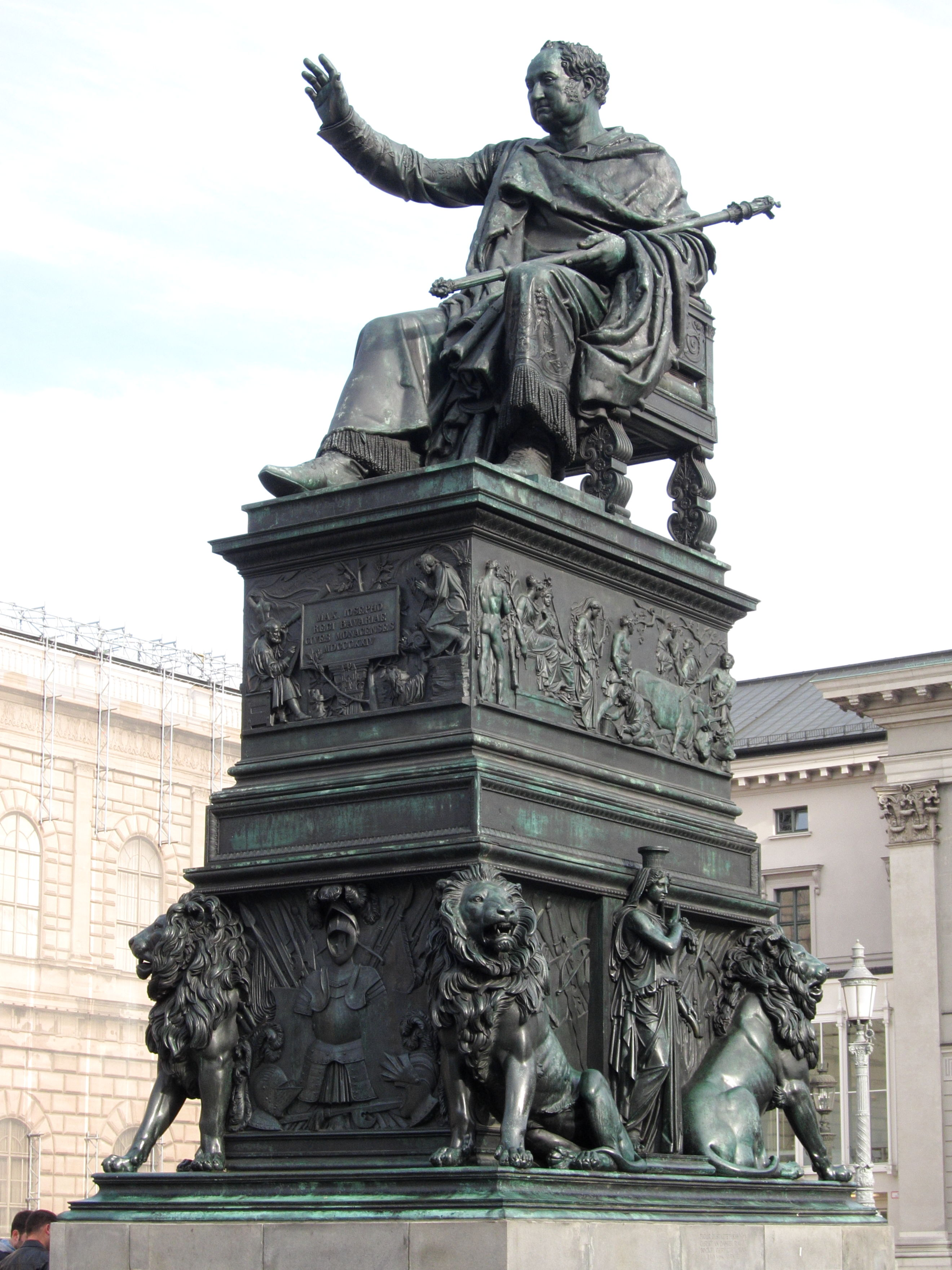
Das Max-Joseph-Denkmal in München

- Max-Joseph-Denkmal in München, errichtet 1835 von Christian Daniel Rauch
- Maximiliansbrunnen in Bamberg, erbaut 1880 von Ferdinand von Miller
- Büste im Kurgarten Tegernsee
- Büste in der Seeanlage Rottach-Egern
- Büste am Weißenfeldplatz in Neumarkt in der Oberpfalz
- Büste am Maxplatz in Amberg
- Maxdenkmal auf dem Domplatz in Passau, im Volksmund „Regenprüfer“ genannt
- Maxkirche, Pfarrkirche in der Carlstadt von Düsseldorf
- Max-Josef-Stift, Gymnasium in München
- Obelisk (zum 25. Regierungsjubiläum) im Bienwald bei Kandel (Pfalz) mit der Inschrift „Dem besten der Könige“.
- Büste im Garten des Schlosses der Herzöge von Pfalz-Zweibrücken in Zweibrücken

Nach König Maximilian wurden benannt
- die Ortschaft Maxdorf in der ehemals bayerischen Rheinpfalz (1819). Es gibt dort eine Maxstraße, und das Gemeindewappen zeigt die bayerische Königskrone mit den weiß-blauen Rauten (Wecken).
- die Anfang des 19. Jahrhunderts gegründeten Dörfer Untermaxfeld und Obermaxfeld im Donaumoos, und
- der Münchner Stadtteil Maxvorstadt.
- Die ursprünglich nach Maximilian benannte Augsburger Prachtstraße Maximilianstraße wurde 1957 auf Kaiser Maximilian I. umgewidmet.[133]
- die Pflanzengattungen Maximiliana Mart. aus der Familie der Palmen (Arecaceae) und Maximilianea Mart. und Wittelsbachia Mart. aus der Familie der Schneckensamenbäume (Cochlospermaceae).[134]
- die Maximilianstraße und Max-Joseph-Straße in Mannheim

Der von König Maximilian 1806 gestiftete Militär-Max-Joseph-Orden trug seinen Namen und sein Monogramm „MJ“. Er war bis zum Ende der Monarchie die höchste bayerische Militärauszeichnung; ihre Träger erhielten zusammen mit dem Orden auch den persönlichen Adelstitel eines „Ritter von“ und hießen umgangssprachlich „Max-Josephs-Ritter“. Bis zum Ende der Monarchie schmückte das Konterfei von König Maximilian I. Joseph auch die Bayerische Tapferkeitsmedaille, die höchste Militärauszeichnung für Nicht-Offiziere.
Bei Watten wird der „kritische“ Herz-König nach ihm Max genannt.

## Film
- Königreich Bayern. König Max I. Joseph, Dokumentarfilm von Bernhard Graf (Buch und Regie), Bayerischer Rundfunk 2006.
- Max I. Joseph. Vater des Königreichs Bayern, Dokumentarfilm von Bernhard Graf (Buch und Regie), Bayerischer Rundfunk 2025.